# Benjamin Britten
Báró Edward Benjamin Britten OM (hivatalos megszólításban Baron Britten vagy Lord Britten), Aldeburgh bárója CH (Lowestoft, Egyesült Királyság, 1913. november 22. – Aldeburgh, Egyesült Királyság, 1976. december 4.) angol zeneszerző, karmester, zongorista.
Zenei tehetsége korán megnyilvánult. Ötévesen kezdett komponálni, első vonósnégyesét kilencévesen írta. Tizennégy éves korában szimfóniát, további vonósnégyeseket, zongoraszonátákat és dalokat írt. Zeneelméletet magánúton, Frank Bridge-től tanult. 1930-ban a Royal College of Music növendéke lett, ahol John Ireland volt a mestere. Első nyomtatásban megjelent műve a Sinfonietta volt (1932). Nagy hatással volt rá W.H. Auden, aki többek közt első operájának, a Paul Bunyannak a szövegkönyvét írta. A háború elől menekülve 1939-től 1942-ig az Egyesült Államokban tartózkodott, ahol megírta Sinfonia da Requiemjét. Opera-zeneszerzőként a Peter Grimes bemutatója után (1945) figyeltek fel rá. 1953-ban II. Erzsébet koronázására írta a Gloriana című operáját. 1947-ben részt vett az Aldeburgh-i Fesztivál megszervezésében, amelyet azóta évente rendeznek. Operahőseinek és dalciklusainak elsődleges ihletője Peter Pears tenorista volt, aki az 1930-as évek végétől szakmai és magánéletében egyaránt központi szerepet játszott.

## Pályafutása

### Fiatalkora
Edward Benjamin Britten az angliai Suffolk grófságbeli Lowestoftban született 1913. november 22-én. Apja fogorvos és egyben tehetséges amatőr zenész volt. Anyja énekes, aki éveken át a Lowestofti Kórustársaság titkári teendőit látta el. Benjamin a legfiatalabb volt a Britten család négy gyermeke közül. A zene iránti szeretetét apja nevelésének köszönheti. Érdeklődése és tehetsége korán kibontakozott, és már ötéves korában megpróbálkozott a komponálással. Zongoratanulmányait nyolcévesen kezdte el Ethel Astle helybeli tanárnőnél, két évvel később pedig a norwichi Audrey Alstonnál brácsázni tanult.
Gyermekkorában gyakran elvitték a helyi kórustársaság hangversenyeire valamint a háromévenkénti Norwich-Norfolk Fesztiválra. Az 1924-es fesztiválon hallotta először a neves brit komponistát, Frank Bridge-et, aki saját, Tenger című szvitjét vezényelte. Három évvel később, amikor ismét ellátogatott a fesztiválra, Audrey Alston brácsatanárnő beajánlotta a neves zeneszerzőnek, és ettől kezdve rendszeresen ellátogatott hozzá, sőt vakációit is mellette töltötte tanulással. A szigorú Bridge mellett ismerkedett meg a zeneelmélet alapfogalmaival. Tőle eredeztethető az akkor uralkodó brit zenei stílus elutasítása, hiszen sokkal inkább Bartók Béla és Arnold Schönberg zenéjét kedvelte.
Britten, mire elvégezte tanulmányait suffolki Old Buckenham Hall School fiúiskolában és – tizennégy évesen – bekerült a holti Gresham’s középiskolába, már megírt tíz zongoraszonátát, hat vonósnégyest, három zongoraszvitet, egy oratóriumot, valamint több tucatnyi dalt. Néhány zongoraművet és három dalt később meghangszerelt vonószenekarra. Ebből lett 1934-ben a Simple Symphony (1934). Más dalait, így a Tit for Tat című sorozatot a későbbiekben szintén kiadták. Ezek a korai szerzemények tanúskodnak zenei koraérettségéről.
Két évet töltött a Gresham’s Schoolban (1928 szeptemberétől 1930 júliusáig). Zongorázni Harold Samuelnél tanult Londonban, és a vakációkban, szabadnapokon folytatta a zeneszerzésórákat Frank Bridge-nél.

### Londoni tanulmányok
Amikor közel tizenhét évesen elhagyta az iskolát, már eldöntötte, hogy végérvényesen zenei pályára lép. Megpróbálkozott ösztöndíjat szerezni a neves londoni intézménybe, a Royal College of Musicba, de a zsűri eleinte nem fogadta el jelentkezését, végül John Ireland közbenjárásának köszönhetően mégis sikerült felvételt nyernie. Az intézményben kevés lehetőség adódott művei bemutatására. Frank Bridge próbált közbenjárni zsoltárkórusainak bemutatása érdekében, mondván: „egy fiatal zeneszerző számára rendkívül fontos, hogy hallhassa is, amit írt”. Tanulóévei alatt mindössze egy műve szólalt meg: a Sinfonietta. Ezt 1933. március 16-án mutatták be, egy kamarazene-hangversenyen. Egy korai D-dúr vonósnégyesből, amelyet 1931-ben komponált, a Stratton Quartet együttes úgynevezett „átjátszó” bemutatót tartott ugyan, de nyilvános előadására csak 1975-ben került sor.
A College-ban töltött három esztendő alatt John Ireland irányította zeneszerzés-tanulmányait, zongorázni pedig Arthur Benjamintől tanult. 1933-ban zeneszerzésből elnyerte az Ernest Farrar-díjat, zongorából pedig, mint szólista, a College tagja címet. A College-ban töltött éveinek legfőbb jelentősége, hogy alkalma nyílt betekintést nyerni a kortárs zeneirodalomba, ugyanakkor lehetősége volt barátságot kötni más muzsikusokkal és művészekkel. A klasszikusok közül munkájára Mozart és Schubert volt a legnagyobb hatással. A melódiához és a lírai hangvételhez való vonzódása Mahlerhez vezette, akiben rokon lélekre talált. Meggyőződése volt, hogy az olyan művekben, mint a Des Knaben Wunderhorn és a Kindertotenlieder, Mahler annyira sikeresen fejezte ki a hangok mögötti gondolatot, hogy az már a zenei forma tökélye. A kor zeneszerzői közül különösen Igor Sztravinszkij, Arnold Schönberg és Alban Berg műveinek volt csodálója. Mély benyomással volt rá a Wozzeck hangversenyszerű előadása, amelyet Sir Adrian Boult vezényelt a Queen's Hallban, 1934. március 14-én.
A College-ból való távozásakor kisebb utazási ösztöndíjat kapott, ebből Bécsbe szeretett volna menni, hogy Alban Bergnél tanulhasson tovább, de a College igazgatója, Sir Hugh Allen nem támogatta ötletét, így az meghiúsult.

### Első zeneszerzési próbálkozásai
A College-on kívül Britten – több-kevesebb sikerrel – kereste a lehetőséget zenéjének megszólaltatására. 1932-ben megismerkedett M. Montagu-Nathannal, a Camargo Society akkori titkárával, akinek figyelmét felkeltette egyik balettpartitúrájával. Ez a partitúra elkerült a neves karmester, Constant Lambert kezébe is, de a mű bemutatására nem került sor. Britten látogatója volt a Macnaghten-Lemare modern zenei hangversenyeknek. Itt szólalt meg először nyilvánosság előtt zenéje 1932. december 12-én: az egytételes Fantázia vonósötösre és a Három kétszólamú női kar, amit Walter de la Mare szövegére írt. 1933. január 31-én az előző nyáron készült Sinfoniettát mutatták be, majd az 1933. december 11-i hangversenyen a Két vegyeskart és egy másik kiadatlan darabját, az Alla Quartetto Serioso – „Go play, boy, play” címmel. 1934-ben írta meg a Phantasy Quartettet oboára, hegedűre, brácsára és csellóra, és írt egy a cappella korálvariáció-sorozatot is A Boy was Born címmel. Ugyancsak ebben az évben írta a Simple Symphony-t, egy zongoraszvitet Holiday Diary címmel; egy szvitet hegedűre és zongorára és a Friday Afternoonst, egy 12 gyermekdalból álló ciklust a prestatyni fiúiskola számára, ahol bátyja volt az igazgató. E műveket is hamarosan bemutatták. A Phantasy Quartetet León Goossens és az International String Quartet játszotta először Londonban, majd az Új Zene Nemzetközi Társasága fesztiválján, Firenzében, 1934. április 7-én. Az A Boy Was Bornt a BBC is bemutatta 1934. február 23-án.
A szükség, hogy zeneszerzésből tartsa fenn magát, elvezette a filmiparba. 1935-ben csatlakozott John Griersonhoz, aki a G.P.O. Filmtársaság számára egy dokumentumfilmet készített. A következő öt évben tizenhat dokumentumfilmhez írt aláfestő zenét a G.P.O. társaságnak, kettőt más társaságoknak, valamint megkomponálta Rowland V. Lee Love from a Stranger című játékfilmjének kísérőzenéjét is. Rövid időn belül kivívta az elismerést ezen a területen. Továbbra is számos megrendelést kapott színházaktól és a rádiótól is, tulajdonképpen bármilyen típusú zene komponálását elvállalta.

### Együttműködése W. H. Audennel

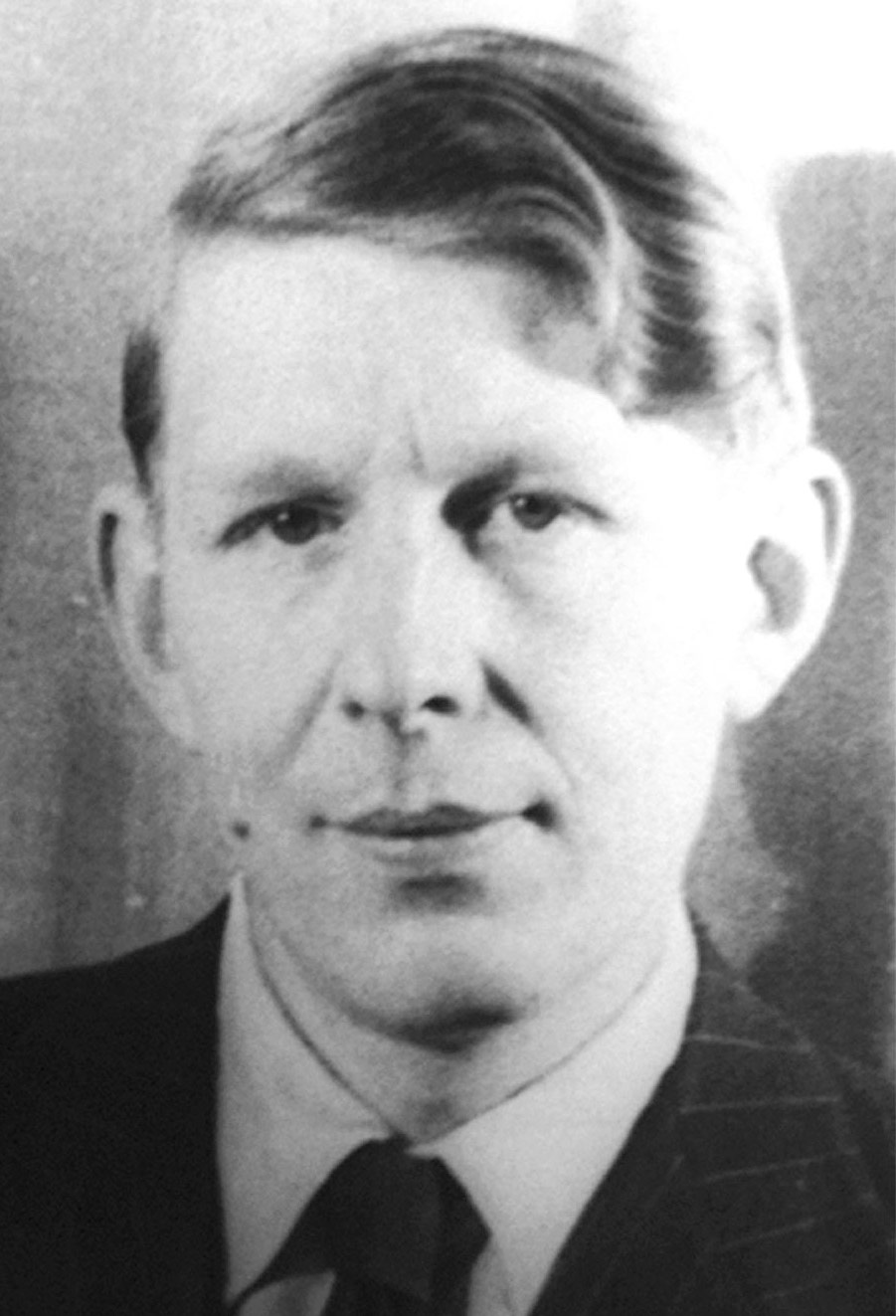
W. H. Auden

Négy esztendővel azelőtt, hogy Britten a Gresham’s középiskola növendéke lett, az iskola egyik idősebb tanulója, W. H. Auden közzétette első költeményét Woods in Rain (Fák, esőben) címmel. Költőként való révbeérkezése után a film iránt is érdeklődni kezdett, és így került a G.P.O. Filmtársasághoz valamint Grierson csapatába. Megbízást kapott két filmforgatókönyv, a Coal Face (Szénporos arc) és a Night Mail (Éjszakai postavonat) megírására. Ilyen körülmények között találkozott először 1935. július 4-én Brittennel, akit a két film zenéjének megírásával bíztak meg. Ezek után szó volt még egy filmről, amelyben Audennek és Brittennek együtt kellett volna működnie – tanulmánykísérlet lett volna a négerek helyzetéről a nyugati civilizációban –, de ezt a tervet elejtették. Egyetlen filmnél dolgoztak még együtt, ennek The Way to the Sea (Út a tengerhez) volt a címe, a Strand Film Company készítette, és a Portsmouth-vasútvonal villamosításáról szólt.
Britten 1936-ban megbízást kapott egy zenemű szerzésére a Norwich-Norfolk Fesztivál számára, és Audent kérte fel a szöveg megírásra. A költő az ember és az állatok viszonyát választotta tárgyául, s három költeményt szemelt ki alapul. Ezekben az állat mint előbb mint kártékony romboló, majd mint az ember társa, és végül mint áldozat jelenik meg; az első egy ismeretlen szerzőtől származó könyörgés a patkányoktól való szabadulásért, a második is ismeretlen szerző siratója egy kimúlt majomért, Messalina címmel, a harmadik Thomas Ravenscroft Hawking for the Partridge (Solymászás fácánra) című verse. Ezeket keretezte a saját prológusával és epilógusával. Audennak nem sikerült az anyagot tökéletesen megírnia, így Brittennek sem volt könnyű dolga a megzenésítéssel. Az eredmény helyenként szatirikus, metsző és vad lett. Scott Goddard szerint az Our Hunting Fathers (Vadász eleink) első előadása Norwichban, 1936. szeptember 25-én „szórakoztatta a vájt fülűeket, megbotránkoztatta a dzsentrik közül azokat, akik félreértették Auden szövegét és zavarba ejtette a muzsikusokat, hogy ennyi tehetséget minek ilyen szikkadt témába beleölni, s nem tudták Britten merész stílusát minek tulajdonítani: bátorsága eredményének-e, vagy őrült veszélybe rohanásnak?” Frank Bridge, akinek valójában nem tetszett a mű, mégis melegen védelmezte. A bemutató után hosszasan elbeszélgetett a fiatal szerzővel a szerinte nem elég hatásos hangszerelésről, noha az egyes hangszerek egyedi kezelését helyeselte. Az utolsó tétellel szemben szigorú volt, mondván: „túlságosan idegtépő”. Bridge tanácsait megfogadva Britten végül átdolgozta a darabot.
Britten első dalciklusa On this Island (Ezen a szigeten) címmel, 1937-ben született meg. A mű alapját öt Auden-vers képezte. Ezt a sorozatot két vagy több másiknak kellett volna követnie, de Britten úgy ítélte meg, hogy a harmincadik évében levő Auden versei túlságosan is regényesek, neurotikusak és nehezen ültethetők át zenére.
Auden The Ascent of F6 című darabját Londonban, a  Group Theatre társulat mutatta be 1937. február 26-án. Az On the Frontiert pedig 1938. november 14-én, Cambridge-ben, az Arts Theatre-ben mutatták be. Mind a kettőhöz Britten írt kísérőzenét. A Group Theatre más fellépéseiben is közreműködött: írt zenét Westminster-színházi előadásaikhoz is (Athéni Timon 1935, Aiszkhülosz; Agamemnon 1936; Louis MacNeice verses drámája: Out of the Picture 1937).
Az együttműködés Auden és Britten között 1938 elején szakadt meg, amikor Auden a Távol-Keletre utazott riportot készíteni a japán-kínai háborúról. Amikor Londonban egy fogadáson búcsúztatták, Hedli Anderson elénekelte Auden szövegeire akkor frissen komponált három kabarédalát. Az egyetlen Auden–Britten-mű, ami abban az évben készült, a Hadrian’s Wall (Hadrianus fala) című BBC-rádiójáték.
Auden Kínából való visszatérése után ismét akadt alkalom, hogy együtt dolgozzanak. Londonban zenei fesztivált rendeztek a nép számára „az angliai haladó mozgalom muzsikusai”; ennek harmadik hangversenyére, amelyet 1939. április 5-én tartottak a Queen’s Hallban, Britten megírta Ballad of Heroes (Hősök balladája) című művét, azoknak a férfiaknak az emlékére, akik a spanyol polgárháborúban, mint a Nemzetközi Brigád angol ezredének tagjai estek el.
Az Audenhez fűződő barátság nagy hatással volt Brittenre. Megerősítette amúgy is meglevő vonzalmát az alkalmi szellemi bukfencek, szatirikus elemek iránt, közel került Auden kedvelt halálképzetéhez – annak megszállott hirdetéséhez, hogy az egyéni betegség vagy halál az osztály széthullásának és bomlásának szimbóluma –, és egy ideig úgy tűnt, annyira szívvel-lélekkel tette magáévá, hogy valamennyi terjedelmesebb művében szinte törvényszerűen helyet kapott egy haláltánc- vagy gyászinduló-típusú kulcstétel. A legértékesebb és legmaradandóbb nyeresége ennek az együttműködésnek az volt, hogy elmélyült benne a művész politikai felelősségtudata, a költészet szépségeinek méltányolása, és jóval tudatosabbak lettek benne a szó és zene kapcsolatában rejlő esztétikai problémák.

### Amerikai évek
Bármilyen nagy jelentőséggel bírt Auden Britten munkásságában, mégsem kötötte le teljesen idejét. Ebben az időszakban számos más műve is született és került előadásra Londonban, a Lemare-hangversenyek keretén belül. A Maurice Vinden és a londoni North Audley utcai Szent-Márk templom kórusa számára komponált Te Deumát 1936. január 27-én mutatták be.
1936-ban Barcelonába utazott, hogy a Nemzetközi Kortárs Zenei Társaság (ISCM) fesztiválján egy szvitet adjon elő, amelyet Antonio Brosával közösen írt. Ezen a fesztiválon találkozott Lennox Berkeley zeneszerzővel, akivel közösen szintén írt egy szvitet. Ezt 1937. február 1-jén kellett volna bemutatnia egy Lemare-hangversenyen, azonban édesanyja halála miatt lemondta a fellépést.
Első nagy, széles körű sikerét a Variációk egy Frank Bridge témára című művével aratta 1937-ben. Ez év májusában felkérték, hogy komponáljon egy új művet a Boyd Neel vezette vonószenekar számára. Vázlatát – Boyd Neel szerint – Britten mindössze tíz nap alatt írta meg, augusztus 27-én mutatták be a Salzburgi Ünnepi Játékokon. Nagy szenzációt keltett és rövid idő alatt nemzetközi hírnevet hozott szerzőjének. Nem egészen két év leforgása alatt több mint ötven előadást ért meg Európa és Amerika különböző részein.
1937 vége felé megvásárolt egy átalakított szélmalmot a Suffolk grófságbeli Snape-ben, mintegy öt mérföldnyire Aldeburgh-tól.
Ekkoriban már kezdett nyilvánvalóvá válni homoszexualitása. 1937-ben ismerkedett meg Peter Pears tenoristával, akivel élete végéig tartó kapcsolatban maradt, és ez a viszony művészi szempontból is igen gyümölcsözőnek bizonyult.
Időközben Európában a politikai színtér megváltozott, és ez hatással volt Brittenre is. 1937-ben írt egy Pacifista indulót Ronald Duncan szövegére, a Békevédelmi Szövetség számára, amelyet Dick Sheppard kanonok alapított, 1934-ben. A következő évben kísérőzenét írt az Advance Democracy (Fejlesszük a demokráciát) című dokumentumfilmhez. Ennek egy a cappella vegyeskari számát ugyanezzel a címmel külön is kiadták. Ezt követte a Ballad of Heroes valamint egy kísérőzene J. B. Priestley Johnson over Jordan című darabjához.
Az egyre sötétebb politikai helyzet arra kényszerítette Brittent, hogy 1939 nyarán elhagyja Angliát, és az Egyesült Államok felé vegye útját. Ehhez a döntéséhez hozzájárult még elégedetlensége is műveinek hazai fogadtatásával, és úgy gondolta, hogy jót tesz neki a környezetváltozás. Saját szavai szerint „tanácstalan volt, torkig volt mindennel, munkát keresett, arra vágyott, hogy hasznát vegyék”. A döntése meghozatalában döntő jelentőségű volt a szintén erősen pacifista Auden lépése, aki szintén úgy döntött, hogy amerikai állampolgár lesz. Brittent elkísérte útjára barátja, Peter Pears is. Brittenék először Kanadába mentek, aztán New Yorkba, ahol 1939. augusztus 21-én bemutatták a Variációk egy Frank Bridge-témára című művét. Britten és Pears számára bizonyos fokig vigaszt jelentett, hogy Pearsnek voltak rokonszenves barátai, akik otthonukban vendégül látták őket Long Islanden. A következő két és fél esztendő nagy részét ott töltötte, csak pár hónapig volt Audennél Brooklynban, 1940 elején, és egy rövid látogatást tett Kaliforniában, 1941-ben.
Az első mű, amit Amerikában írt, a d-moll hegedűverseny volt; 1940. március 27-én volt a bemutatója a New York-i Filharmonikusokkal, John Barbirolli vezényletével. Még egy kompozíció született ebben az időszakban, a Canadian Carnival (francia nevén Kermesse Canadienne), könnyed hangvételű, vidám muzsika szimfonikus zenekarra. Azonban mind között a legjelentősebb Les Illuminations című műve volt, amelyet 1939. október 25-én Amityville-ben fejezett be. Ennek hatalmas sikere tovább alapozta Britten elismertségét. A mű tulajdonképpen Rimbaud verseinek megzenésítése. A zongorára és zenekarra írt Diversions 1940 nyarán készült egy félkezű bécsi zongoraművész, Paul Wittgenstein számára.

### ASinfonia da Requiem
A Sinfonia da Requiem keletkezésének érdekes története van. Valamikor 1940-ben az amerikai British Council felkérte Brittent, hogy írjon szimfóniát egy külföldi hatalom uralkodó dinasztiájával kapcsolatos különleges ünnepségre. A zeneszerző beleegyezett, azzal a feltétellel, hogy a dolog nem áll kapcsolatban semmiféle idegengyűlölő propagandával. További tudakozódásra kiderült, hogy a szóban forgó ország nem más, mint Japán, az ünnepségek pedig a Jimmu császár által i. e. 660-ban alapított dinasztia 2600. évfordulója tiszteletére kerülnek megrendezésre, továbbá, hogy más – francia, német, olasz és magyar – zeneszerzők is kaptak hasonló megrendeléseket. Britten idejében leszállította a háromtételes Sinfonia da Requiem (Lacrymosa, Dies Irae és Requiem Aeternam) vázlatait, amelyeket át is adtak a japán szerveknek, és azok el is fogadták. Britten úgy érezte, hogy ez a mű, amelyet teljesen átitat a háború rettegésének és kínjainak érzése, meg fog felelni az alkalomnak, tekintettel a Kína és Japán közötti konfliktusra. Tévedett azonban, mert mintegy hat hónappal a kész partitúra átadása után, tiltakozó levelet kapott a japán nagykövetségtől, ebben a szemére vetették, hogy a mű alapját képező katolikus dogma és liturgikus ceremónia a császárral szembeni szándékos sértés. A Sinfoniát tehát elutasították. Ezzel japán kapcsolatai meg is szűntek, mert nem sokkal később a császári légierő Pearl Harbournál támadást intézett az amerikaiak ellen. A Sinfonia da Requiem bemutatója 1941. március 30-án volt a New York-i Filharmonikusokkal, Barbirolli vezényletével.

### Visszatérése Angliába

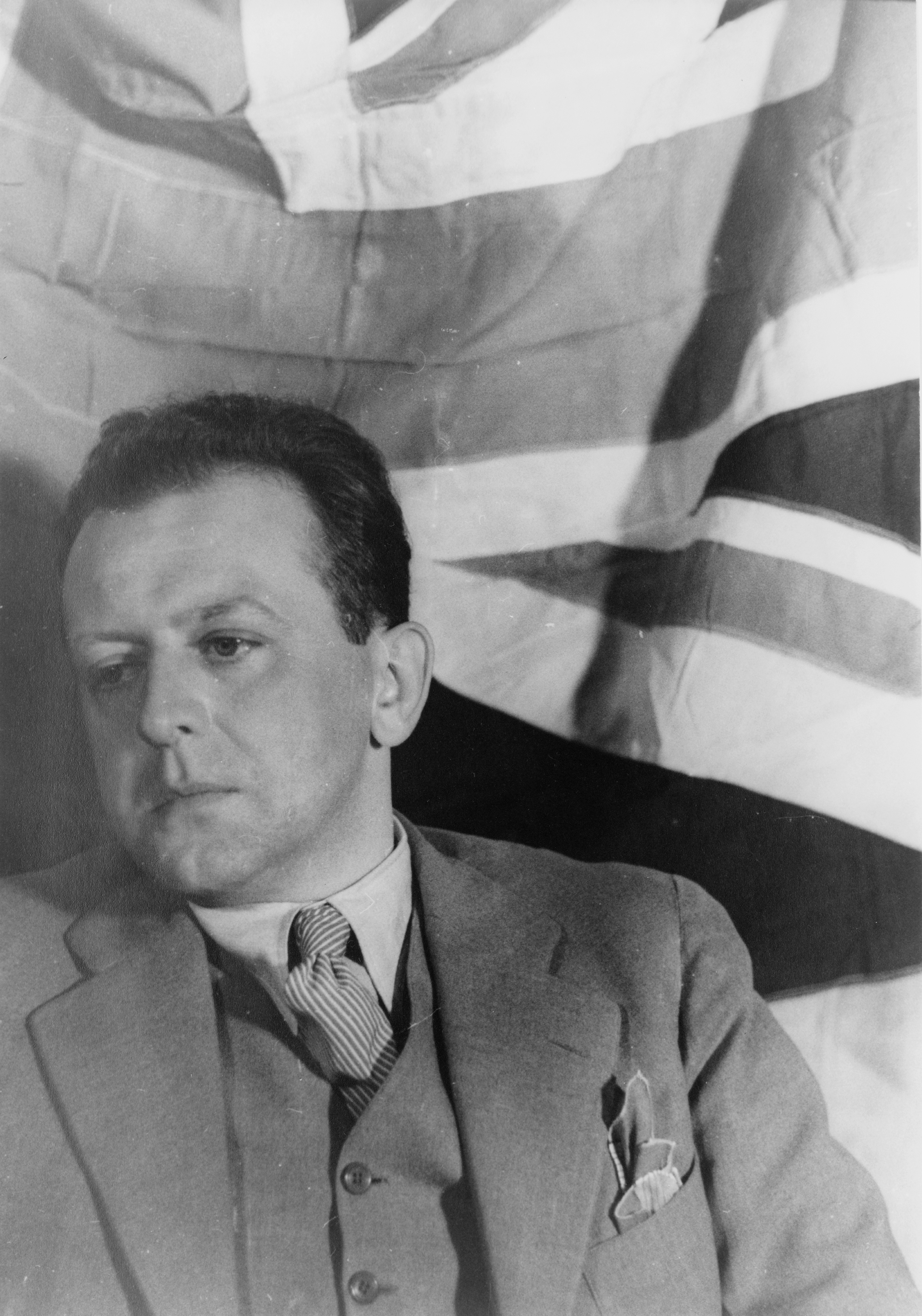
Colin McPhee

Amerikai tartózkodása idején ismerkedett meg Colin McPhee zeneszerzővel, akinek hatására érdeklődése a keleti zene felé fordult. Egy közös lemezt is készítettek néhány Bali-szigeti zeneszámból, amelyet McPhee írt át zongorára. További Britten-művek ebből az időszakból a Young Apollo című zongorára és vonószenekarra írt mű, amelyet a Canadian Broadcasting Corporation számára írt, első előadása Torontóban volt 1939 augusztusában, később azonban visszavonta; a másik pedig a Gerard Manley Hopkins verseire komponált mintegy féltucatnyi kórusdarab, amelyeket ugyancsak visszatartott, kiadástól és előadástól egyaránt, mert nem tartotta őket megfelelő színvonalúnak. Egy további munkája a Paul Bunyan volt, amelyet 1941 elején írt. Ez a kórusoperett, amelyben Britten és Auden társszerzősége felújult, egy hétig szerepelt a New York-i Columbia Egyetem Brander Matthews termének műsorán, 1941 májusában. Az amerikai legendának ez a feldolgozása itt-ott kemény kritikát kapott.
1941-ben Lincoln Kirstein rendelt tőle balettzenét saját, American Ballet nevű társulata dél-amerikai turnéja számára. Foglalkozott még Rossini zenéjével is: egy szvitet írt dalaira, amelyeket Matinées Musicales-nak keresztelt, és hozzákapcsolta a röviddel előtte megírt Soirées Musicales szvitjéhez. Az egészhez fináléként odatette Rossini Hamupipőke-nyitányát. Az így létrejött balett a Divertimento címet kapta. Koreográfiáját Balanchine állította össze. Körülbelül ugyanez idő tájt új zenekari verziót írt a Les Sylphides-hez a Ballet Presentations Inc. New York City megrendelésére. Szó volt arról is, hogy The Invisible Wife (A láthatatlan feleség) címmel ír egy balettet Eugene Loring és Dance Players nevű társulat számára, de végül is ebből a tervből semmi sem lett. Helyette Britten megengedte, hogy felhasználják Variációk egy Frank Bridge-témára című művét, amelyre a Dance Players társulat elkészítette Jinx című, cirkuszi emberekről és babonáikról szóló balettjét Lew Christensen koreográfiájával. Ennek bemutatója a New York-i National Theatre-ben volt 1942-ben.
Britten 1941 nyarán meglátogatta Ethel és Rae Robertsont Kaliforniában. Ez idő alatt írta meg számukra az Introduction and Rondo alla Burlesca és Mazurka Elegiaca című zongoraműveket. A nagy amerikai zenemecénás, Elizabeth Sprague Coolidge is rendelt tőle egy vonósnégyest; első előadása Los Angelesben volt 1941 szeptemberében. Ugyanabban az évben vonósnégyese elnyerte a Kongresszusi Könyvtár érmét „a kamarazenének tett szolgálataiért”.
Amikor 1939 szeptemberében kitört a második világháború, Britten rádöbbent, hogy ha most otthon volna Angliában, pacifista nézetei miatt lelkiismereti gátlások akadályoznák abban, hogy bevonuljon frontszolgálatra. A háború súlyosbodása azonban határozatlanná tette, és úgy érezte, hogy tennie kell valamit hazájáért. Ez a lelkitusa fizikai betegséget is előidézett nála: 1940-ben egy teljes éven keresztül akut streptococcusos fertőzésben szenvedett. Amint az egészsége helyreállt a következő évben, eldöntötte, hogy hazautazik Angliába.
Ezt az elhatározását egy különös véletlen szilárdította meg, ami pályájára is jelentős hatással volt. Az történt, hogy kaliforniai tartózkodása alatt véletlenül a kezébe került a BBC The Listener című hetilapjának egy 1941. május 29-i példánya, és a szeme E. M. Forster egy cikkének a következő bevezető szavain akadt meg: „Crabbe-ra gondolni annyi, mint Angliára gondolni”. George Crabbe, tizennyolcadik század végi és tizenkilencedik század eleji észak-angliai költő, aki Aldeburgh-ban született, nem messze Lowestofttól, Britten szülőfalujától. Ez nagy honvágyat keltett fel benne.
Csakhogy a háború akkori állása mellett nem volt könnyű áthajózni az Atlanti-óceánon. Neki és Peter Pearsnek közel hat hónapig kellett még az Egyesült Államok keleti partján vesztegelnie, hogy elindulhassanak. Ez idő alatt kapcsolatba került a Koussewitzky Alapítvánnyal, amely 1000 dollárt kínált fel a Britten agyában érlelődő operáért, amelynek alapötlete Crabbe The Borough (A kisváros) című költeményéből pattant ki.
Amerikát 1942. március 6-án hagyta el egy kis svéd teherszállító hajó fedélzetén, és mire megérkezett Angliába, két új kórusművet írt: az egyik a Hymn to Saint Cecilia (Himnusz Szent Cecíliához), a másik az A Ceremony of Carols (Karácsonyi dalok). Ráadásul Amerikából magával hozott egy tenorszólóra és zongorára írt dalsorozatot Seven Sonnets of Michelangelo (Hét Michelangelo-szonett) címmel, valamint jó néhány odakint komponált és bemutatott, de Angliában még nem hallott új művet. A Szonettek egyenesen Peter Pears számára készültek, és már a bemutatón – amelyen ő énekelt a zeneszerző zongorakíséretével, 1942 szeptemberében a Wigmore Hallban –, első hallásra sikert arattak. A két művész első ízben 1937-ben szerepelt együtt, most pedig elhatározták, hogy ezután állandó tenorista–zongorakísérő partnerként működnek tovább, sőt Britten ezután készült dalciklusai, templomi szólóénekei, továbbá egyes operaszerepei is Pears hangfekvésére, mesteri stílusérzékére, tiszta szövegejtésére és kivételes hangszépségére voltak szabva.

### Háborús évek

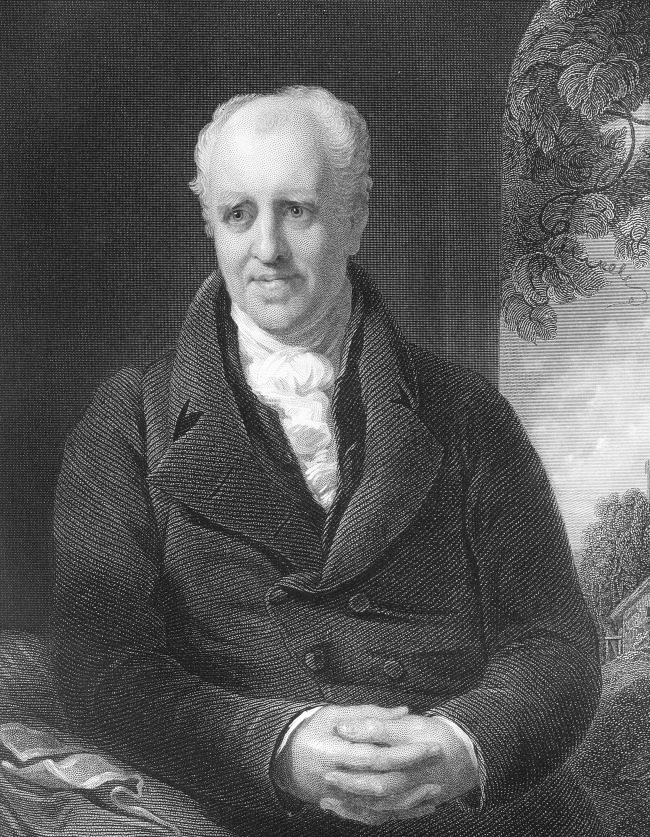
George Crabbe

Britten meggyőződéses pacifistaként tért haza, és természetesen azonnal hadbíróság elé állították, de komolyabb büntetés nélkül megúszta az ügyet. Megengedték, hogy folytassa zeneszerzői tevékenységét, emellett mint zongorista közreműködött azokon a különleges háborús hangversenyeken, amelyeket a Zene és a Művészetek Támogatásának Tanácsa (Arts Council of Great Britain) rendezett. Felkérést kapott a northamptoni Szent Máté-templom vikáriusától egy kantáta megírására. Szövegéül Britten néhány részletet választott egy 18. századi költeményből, amelyet Christopher Smart írt a bolondokházában: Rejoice in the Lamb (Örvendezz a Báránynak). Három évvel később ugyanaz a templom orgonaművet rendelt Brittentől; ekkor komponálta a Prelúdium és Fúga egy Vittoria-témára című darabot. Más megrendelések eredményeképpen született egy kisméretű Te Deum a swindoni Szent Márk-templom százéves fennállásának ünnepségére (1945), valamint egy Prelúdium és Fúga 18 szólamú vonószenekarra, a Boyd Neel-vonószenekar fennállásának tizedik évfordulójára (1943).
Kiemelkedő jelentősége volt a tenorszólóra, kürtre és vonószenekarra komponált Serenade-nak, amelyet Peter Pears és Dennis Brain mutatott be Walter Goehr zenekarával a Wigmore Hallban, 1943. október 15-én. A mű nagyjából ugyanazon a síkon mozog, mint az Illuminations, csak ezúttal Britten francia helyett angol szöveget választott, és Rimbaud töredékes, félhomályos víziói itt egy mesterien összeállított kis antológiának adták át a helyüket. A sorozatban helyet kapott a Lyke-Wake Dirge, Charles Cotton, Alfred Tennyson, William Blake és Benjamin Jonson egy-egy verse, valamint John Keats egy szonettje. A Serenade komponálásával egy időben írt egy rádió-melodrámát Homérosz Odüsszeiája alapján, The Rescue (A szabadítás) címmel. A mű először két részben, 1943. november 25-én és 26-án került bemutatásra a BBC adásában.

### APeter Grimes
Britten egy opera megírását tervezte Crabbe The Borough című költeménye alapján. Noha eredetileg az amerikai Christopher Isherwoodot szemelte ki librettistaként, visszatérve Angliába, Montagu Slatert választotta, akinek két egyfelvonásosához 1938-ban már írt kísérőzenét (The Seven Ages of Man és Old Spain címmel). A szövegírás munkája a szükséges módosításokkal és javításokkal együtt mintegy tizennyolc hónapot vett igénybe, és 1943 végére minden készen állt ahhoz, hogy Britten nekifoghasson a megírásának.
1944 januárjában fogott hozzá a Peter Grimes komponálásához, és a következő év februárjában a partitúra készen volt. Különös gondot jelentett, hogy nem talált a háború sújtotta Angliában megfelelő helyet, ahol a darabot be lehetett volna mutatni. Noha az opera már a 18. századtól kezdve rendszeresen hozzátartozott London kulturális életéhez, mégsem sikerült úgy gyökereket eresztenie, mint a kontinensen. A háború előtt egy-egy szervezet vagy egylet általában évenként rendezte meg a maga nyolc-tíz hetes német, olasz, néha francia nyelvű operaszezonját a Covent Gardenben illetve vidéki színházakban. Amikor visszatértek Angliából, Pears a Joan Cross vezette Sadler’s Wells Operatársulat tagja lett, és hamarosan vezető szerepeket énekelt. Joan Cross operaigazgatónak nagy mértékben szerepe volt abban, hogy Britten műve színpadra került. 1945. június 7-én, egy hónappal Németország kapitulációja után, a Sadler’s Well Operaház ismét megnyitotta bezárt kapuit, egyenesen egy világpremierrel, Britten Peter Grimes című operájával, Peter Pearsszel a főszerepben. A darab átütő sikert aratott, ezt bizonyítja az is, hogy a londoni előadást követő három esztendőn belül előadták Stockholm, Bázel, Antwerpen, Zürich, Tanglewood, Milánó, Hamburg, Mannheim, Berlin, Brno, Graz, Koppenhága, Budapest, New York, Stanford és Oldenburg vezető operaházaiban és színházaiban.

### A háború utáni évek
A háborút követően felmerült a Királyi Operaház, a Covent Garden újra megnyitásának az ötlete, az épületet ugyanis az eltelt évek során táncteremnek használták. Ugyanakkor felmerült egy új operatársulat megalapításának az ötlete is, amelynek bemutatkozó előadása 1947 januárjában volt. Ez arra késztette a Sadler’s Wellt, hogy átgondolja addigi műsorpolitikáját, és végül úgy döntöttek, hogy olyan társulattá alakulnak át, amely lehetőséget biztosít olyan művek alkotására és előadására, amelyek lemondanak a nagy zenekari és énekkari apparátusról, és így lehetségessé válik országszintű népszerűsítésük. A Glyndebourne English Opera Company (Glyndenbourne-i Angol Operatársulat) megalakítása lassan valósult meg. Az új vállalkozás méreteit – legalábbis az induláskor – a lehető legkisebbre kellett zsugorítani, minthogy csak ilyen módon lehetett eleget tenni az új művek rendszeres és előkészítésben magas színvonalú megszólaltatása elvének. Britten, hogy lendületet adjon a vállalkozásnak, elvállalta egy új opera megírását nyolc énekesre és tizenkét zenészre, hogy azt a társulat 1946 nyarán játszhassa Glyndebourne-ben, és azután vidéki turnéra, majd Londonba mehessen vele.

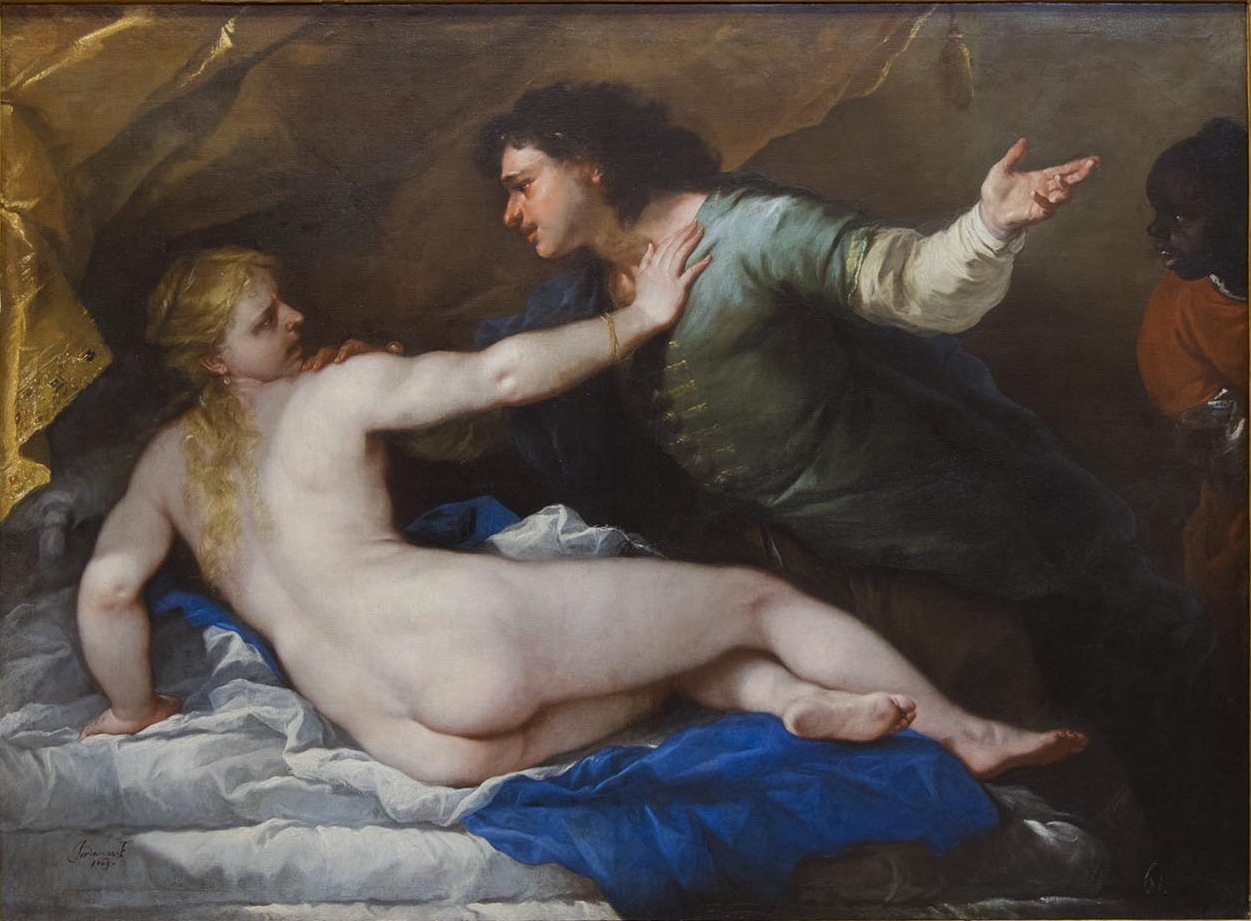
Lucretia meggyalázása (Luca Giordano festménye 1663-ból)

Egyik barátja, Ronald Duncan ebben az időben verses színpadi játékkal mutatkozott be, This Way to the Tomb címmel. Ehhez a játékhoz, amely 1945. október 15-én került színre, Britten írta a kísérőzenét. Ez annyira találó volt, hogy joggal mondhatták: a darab nagy mértékben Britten zenéjének köszönhette sikerét. Ennek eredményeképpen Britten Duncant kérte fel legújabb operája, a The Rape of Lucretia (Lucretia meggyalázása) librettójának megírására. Egyébként magát a témát egy másik barátja, Eric Crozier ajánlotta már korábban. Időközben megzenésítette John Donne néhány szonettjét, majd Henry Purcell halálának 250. évfordulója alkalmából megírta 2. vonósnégyesét. Röviddel az 1945. november 21-i emlékhangverseny után Peter Pearsszel közösen eltervezték Purcell műveinek előadási célokra szolgáló kiadását, amihez Britten dolgozta ki a számozott basszusokat. A kiadás első kötetei 1946-tól kezdve jelentek meg, s felölelték a Golden Sonatát, továbbá válogatást az Orpheus Britannicusból, az Odes and Elegiesből, valamint Playford Harmonica Sacraljából. Britten eközben kiválasztott egyet Purcell témáiból, amelyre – az Oktatásügyi Minisztérium hangszerekről és zenekarról készítendő oktatófilmje számára – egy sor variációt készült írni; a Dido és Aeneas modern kiadását is tervbe vette, ezt a Glyndebourne-i Fesztiválon meg is hirdették, de a terv csak 1951-ben valósult meg.
Mielőtt nekiállt volna új operája komponálásának, megírt egy kísérőzenét Louis MacNeice rádiójátékához, The Dark Tower (A sötét torony) címmel, amely Robert Browning Childe Roland to the Dark Tower came kezdetű versének ihletésére született. Az 1946-os év elejének java részét – egy Peter Pearsszel tett hollandiai és belgiumi koncertkörutat leszámítva – a Lucretia komponálásával töltötte. Egész idő alatt szoros kapcsolatot tartott fenn nemcsak a librettistával, hanem Eric Crozierrel és John Piperrel, a darab kiszemelt rendezőjével és tervezőjével is. A próbák júniusban kezdődtek Glyndebourne-ben, a bemutatóra július 12-én került sor Ernest Ansermet vezényletével. Egyes kritikusok, akik a Lucretiát méltatták, nehezen barátkoztak meg a mű alapkoncepciójával. Ők ugyanis egy második Peter Grimes tömeghatásait keresték a darabban, és egy szigorúan kamarazenei vonalvezetésre épülő operát kaptak helyette, hatalmas kórus és zenekar nélkül. Kifogásolták a Kórust megszemélyesítő két szereplő keresztény szellemű kommentárjait, mondván, hogy ezek önkényes anakronizmusok, a rómaiakra meg az etruszkokra vonatkozó történelmi tájékoztatásokat pedig erőltetettnek tartották. Azonban nagy közönségsikernek örvendett, egy évvel később, november 17-én már a századik előadást ünnepelték a Covent Gardenben.
A Lucretia meggyalázása első glyndebourne-i előadásai után Brittennek Amerikába kellett utaznia, hogy jelen lehessen a Peter Grimes ottani bemutatóján, a Koussewitzky-féle Berkshire Music Centre-ben, a Massachusetts állambeli Tanglewoodban. Visszatértekor, szeptemberben, megírt egy C-dúr alkalmi nyitányt, a BBC egyik hangversenyére. Később úgy határozott, hogy ezt a darabot visszavonja, mert elégedetlen volt vele. Ugyanebben az időben ismét foglalkozott filmzene írásával: Carl Czinner New York-i produkciójához, a Webster-féle Malfi hercegnője című filmhez. Szilveszterre pedig befejezte a Young Persons Guide to the Orchestra (Fiatalok kalauza a zenekarhoz, magyar címén Változatok és fúga egy Purcell-témára) partitúráját.
Britten 1947 nyarán újabb európai hangversenykörútra indult. Zürichben vezényelte a Serenade előadását, majd a Purcell-variációkat, utána Peter Pearsszel együtt dalesteket adtak Svájcban, Hollandiában, Belgiumban és Skandináviában. Angliába visszatérve nekiállt, hogy megírja új operáját. A probléma, amellyel neki és librettistájának, Eric Croziernek meg kellett birkóznia, az volt, hogy miképpen lehetne kitalálni egy ugyanolyan méretű operát, mint a Lucretia meggyalázása, de amennyire lehetséges, tárgyban és stílusban attól eltérőt: egyszóval a tragédia helyett komédiát, az időszámítás előtti kor helyett egy tizenkilencedik század végit. Guy de Maupassant egyik novellája, a Le Rosier de Madame Husson adta az alapötletet, amelyet aztán Albert Herring címmel mutattak be Glyndebourne-ban, június 20-án.
Mielőtt a glyndebourne-i szezon véget ért volna, a Lucretia meggyalázása átdolgozott kiadásban kelt új életre, aztán az Angol Operatársulat mindkét operával külföldi turnéra indult. Ez idő alatt a Covent Garden társulata Tyrone Guthrie vezetésével, Peter Pears és Joan Cross főszereplésével újra színre vitte a Peter Grimest.

### Az Aldeburgh-i Fesztivál
Britten 1947-ben Aldeburghba költözött, ahol egy tengerre néző házat bérelt. A költözés után nem sokkal Hollandiába, majd Svájcba utazott barátai, Peter Pears és Eric Crozier társaságában. A Luzerni Fesztiválon való részvételből merítve Pearsben felmerült egy hazai, hasonló jellegű rendezvény megszervezése: az Aldeburgh-i Fesztivál. A következő ősszel és télen az ötletet a helyi lakosság elé terjesztették megvitatásra, a lakosság lelkesen üdvözölte a tervet, és jóllehet Aldeburgh-nak mindössze két és félezer lakosa volt, 1400 fontot sikerült összegyűjteni előzetes biztosítékképpen.
A fesztivál sikeres volt, és úgy határoztak, hogy évente megrendezik. Britten művei fontos, de nem kizárólagos szerepet játszottak ezen fesztiválok programjain. Ő is, Peter Pears is gyakran szerepelt előadóművészként. Általában Britten és Imogen Holst vezényelte a hangversenyeket, az énekesgárdát pedig a közeli helyekről toborozták. Az operaelőadásokat, hangversenyeket és szólóesteket felolvasások egészítették ki. Kezdetben az előadások helyileg csak Aldeburgh-ra szorítkoztak, de a fesztivál fokozatosan terjeszkedni kezdett. Az első állomás Thorpeness volt, ahol 1949-ben szabadtéren madrigálokat adtak elő, a következő évben a munkásegyletben és a helyi klubban kabaréműsorokat, színdarab- és hangverseny-előadásokat tartottak. Néhány szomszédos hétvégi házat is rendelkezésre bocsátottak; aztán sorra következtek a szomszédos kelet-angliai templomok: 1956-ban Blythburgh, 1957-ben Framlingham, 1958-ban Oxford, majd 1964-ben az ely-i székesegyház. A fesztiválra számos kortárs zeneszerzőt meghívtak: Francis Poulenc, Hans Werner Henze, Aaron Copland, Kodály Zoltán, Witold Lutosławski stb. A meghívottak közül sokan évről évre visszatértek a fesztiválra. Emlékezetes esemény volt a szovjet művészházaspár, Msztyiszlav Rosztropovics csellóművész és Galina Visnyevszkaja énekművész vendégszereplése 1961-ben.
Az operaelőadások nagy részét és a hangversenyeket a Jubilee Hall parányi színpadán tartották, alkalmanként mintegy 300 főnyi hallgatósággal. Nagyobb épület hiányában a fesztivál szükségszerűen továbbra is szűk és intim maradt, és ez így is volt tizenkilenc éven át. A vezetőség arra gondolhatott, hogy az igen magas helyárakkal és a kis befogadóképesség mellett a fesztivál talán exkluzívvá, sőt egy kicsit sznobisztikussá válhat. De nem így történt. Kezdettől fogva egyaránt szerette a helybéli lakosság és az odalátogató idegenek is.
Sok Britten-mű bemutatója zajlott le a fesztivál keretében. A legelső fesztivált az Eric Crozier szövegére készült Saint Nicolas-kantáta nyitotta meg. Ezt Britten az 1947–48-as tél folyamán írta a Lancing College százéves fennállásának ünnepségeire, 1948 júliusára.
A Lachrymae – reflexiók egy Dowland-dalhoz, tíz variáció brácsára és zongorára ugyancsak a fesztiválon szólalt meg először, William Primrose és Britten előadásában, 1950-ben. A következő évben a Szóló oboára, Joy Boughton számára írt Six Metamorphoses after Ovid (Hat Metamorfózis Ovidius nyomán) hangzott el bemutatóként a művésznő előadásában, szabadtéri koncerten, a thorpenessi tó mellett. E rövid darabokból álló sorozat Claude Debussy Syrinxje és Igor Sztravinszkij Három szólóklarinét-darabja mellett a legkiválóbb huszadik századi fafúvós-szólódarabok közé tartozik. A fesztiválon két dalciklusa is felcsendült: 1958-ban a Songs from the Chinese (Kínai dalok), valamint 1965-ben a Proverbs of William Blake(William Blake dalai és mondókái). A Nocturnal after John Dowland (Noktürn John Dowland nyomán) külön Julian Bream gitárművész számára készült, ő mutatta be 1964-ben. A hárfaszólóra komponált Szvitet Osian Ellis hárfaművésznek írta, és 1969-ben mutatták be. A D-dúr szimfónia csellóra és zenekarra bemutatójára a blythburgh-i templomban került volna sor 1963-ban, de Rosztropovics megbetegedése miatt elmaradt.
A fesztiválon 1965-ben bemutatott Gemini Variations (Ikrek variációk) megírását egy Budapesten tett látogatása alkalmával történt esemény inspirálta. Történt ugyanis, hogy egy gyermekek számára rendezett klubdélutánra volt hivatalos. Itt fellépett egy tizenkét esztendős ikerpár, akik arra kérték, írjon számukra egy dalt. Ő viszont azt kérte a gyerekektől, hogy írjanak neki egy hosszú levelet, amelyben magukról, a munkájukról és játékukról számolnak be, természetesen angolul. Úgy érezte, hogy ezáltal sikerül kibújnia a dalszerzés kötelessége alul, ám egy-két héten belül megkapta a gyenge angolsággal írt levelet, és úgy érezte, most már kötelessége beváltania ígéretét.

#### Bemutatók a fesztiválon
Az első Britten-opera, ami a Alderburgh-i Fesztivál számára készült, a Let’s make an Opera! (Játsszunk operát!) volt, 1949-ben. A rendkívül népszerű, minden gyermekkorosztályhoz egyaránt szóló darab, 1950-ben és 1956-ban, majd módosított előjátékkal 1965-ben is színre került. Az 1950-es szezon újdonsága a Koldusopera átdolgozása volt, amelyet korábban, 1948-ban vetett papírra. 1951-ben Pearsszel közösen felújították Henry Purcell Dido és Aeneas című operáját.
További operái közül a A csavar fordul egyet (The Turn of the Screw) címűt 1955-ben mutatták be, majd 1958-ban a Noé bárkáját (Noye’s Fluddea). Minden vállalkozása közül a legnagyobb a Szentivánéji álom bemutatása volt az Angol Operatársulattal.

#### Az új hangversenyterem megépítése

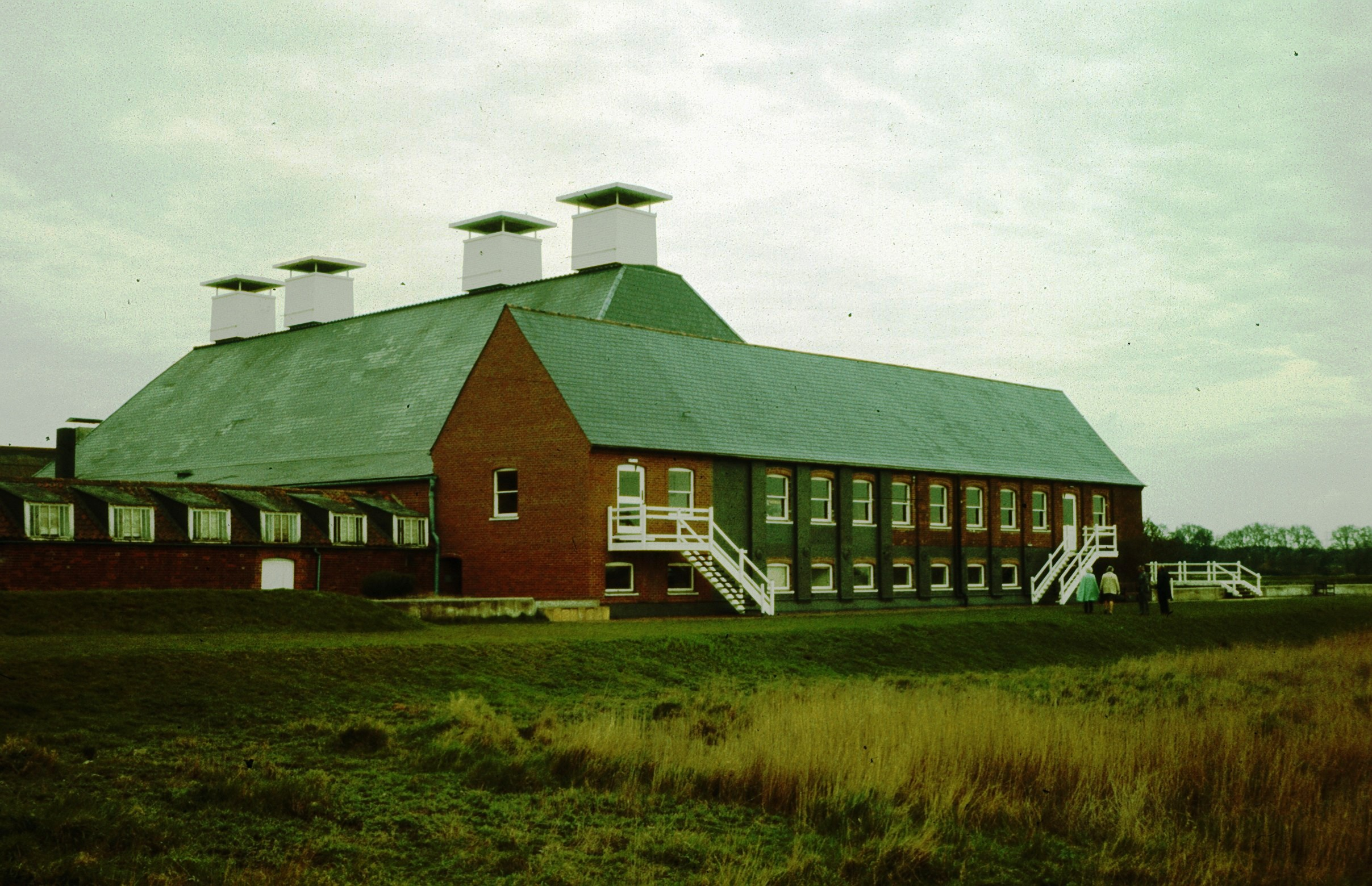
Snape Maltings Concert Hall, 1975-ben

A fesztiválnak kezdettől fogva gondot okozott a megfelelő elhelyezés problémája. Meglehetősen nehéz volt egyeztetni a koncerteket, a kiállításokat, a felolvasásokat, a különböző esteket és a színdarabokat, de mind között a legnehezebb az opera helyiséggondja volt, a Jubilee Hall szűkös és nem megfelelő körülményei miatt. Igaz, 1959–1960-ban bizonyos korszerűsítéseket elvégeztek, ami lehetővé tette a Szentivánéji álom bemutatását.
Brittenék elhatározták, hogy megvásárolnak egy magánépületet a város közepén, amelyet fesztiválklubbá alakítanak át, benne egy kis galériával, kiállítások céljára. A külön költségtöbblet előteremtése érdekében adakozásra kértek fel számos művészt és műgyűjtőt. Az összegyűjtött tárgyakat 1961-ben nyilvános aukcióra bocsátották. Ennek bevételéből sikerült megvalósítaniuk tervüket. Az új fesztiválklub nagy sikert aratott, de a fő probléma, egy új terem vagy színház létesítése, továbbra is megoldatlan maradt.
Az első tervek az új operaházat illetően 1957-ben jelentek meg J. Cadbury Brown tollából. A grandiózus terve azonban nem valósult meg, de tíz évvel később a snape-i malátaművek (Maltings) egy részének átalakításával sikerült egy 820 fő befogadóképességű koncerttermet kialakítaniuk. Ugyanakkor a nézőteret alkalmassá tették sztereó-hanglemezfelvételek számára, és létesítettek egy külön technikai helyiséget a televízió és a rádió számára. A Maltings Concert Hallt II. Erzsébet királynő nyitotta meg férje, Fülöp herceg társaságában, 1967. június 2-án. Az első zenedarabokat természetesen Britten írta: a brit nemzeti himnusz feldolgozása énekkarra és zenekarra valamint a The Building of the House (A ház építése) címet viselő nyitány. A terem létrejötte most már lehetővé tette, hogy az elkövetkező fesztiválokat az eddiginél szélesebb skálájúra tervezzék; így aztán súlyos csapást jelentett, amikor az épület két évvel később, 1969. június 7-én, két nappal a fesztivál megnyitása után leégett.

### A fesztiválon kívüli tevékenysége
Britten továbbra is nagy figyelmet keltett külföldön. Már 1948-ban monográfiák jelentek meg munkásságáról Franciaországban, Olaszországban, Svájcban és hazájában is. Az Angol Operatársulat az első három évben a Lucretia meggyalázásával, az Albert Herringgel és a Koldusoperával bejárta Hollandiát, Belgiumot, Svájcot, Dániát és Norvégiát. A Peter Grimes eljutott a milánói Scalába, a párizsi Nagyoperába (1947-ben), majd a következő évben a New York-i Metropolitanbe. A Lucretia meggyalázása amerikai előadása nyomán nagy viták bontakoztak ki. Chicagóban a helyi lapok egyike transzparens nagyságú címbetűkkel üdvözölte: „Bold, Bawdy and Beautiful”, vagyis „merész, malac és művészi”, ám a New York-i előadássorozat alig huszonhárom előadás után, 1947 végén hirtelen félbeszakadt. Ez alkalommal Olin Downes, a New York Times zenekritikusa tökéletes pálfordulást hajtott végre. Az első előadás megtekintése után még meleg dicséretben részesítette a művet. A megismételt vendégjáték viszont véleményének megváltoztatására késztette, és azt írta, hogy „a mű a zenei-drámai locsogásnak ugyanolyan megátalkodott darabja, mint amilyennek évekkel ezelőtt a közönségre kirovatott”.
Brittent az 1948–49-es évek őszén és telén a Spring Symphony komponálása kötötte le. Bemutatójára a Holland Fesztiválon került sor Amszterdamban, 1949. július 9-én. Ezután ismét együttműködött Ronald Duncannel, akinek írt már kísérőzenét korábban is. Most Duncan újabb verses játékát (Stratton) zenésítette meg, amellyel rövid hazai turnéra indult a brightoni Theatre Royalban, 1949. október 3-án. Ugyanakkor azt kérte Duncantól, írjon neki szöveget a Wedding Anthem (Esküvői motetta) című darabjához, amelyet Harewood earljének esküvőjére szánt. A mű a londoni Szent Márk-templomban, 1949. szeptember 29-én hangzott fel, a szólókat Joan Cross és Peter Pears, a kórusrészt a templom énekkara énekelte, amely nem sokkal azelőtt több Britten-műben is közreműködött.

#### Billy Budd
A esküvő után Britten amerikai hangversenykörútra indult Pearsszel. Amerika nyugati partvidékét járták be. Karácsonytájt érkeztek vissza Angliába, és Britten nyomban elkezdett új operatervével foglalkozni. Témája már megvolt: Herman Melville posztumusz regénye, a Billy Budd, Foretopman (Billy Budd vitorlamester). A szövegkönyvet E. M. Forster és Eric Crozier írták. A komponálást Britten 1950 februárjában kezdte el, és 1951 őszén fejezte be.
Ez idő tájt kapott megbízást Nagy-Britannia Művészeti Tanácsától egy új opera írására az 1951-es Brit Fesztiválra, ám hogy az új operát hol és kik mutatják be, jó ideig bizonytalan volt. Először úgy képzelték, hogy a Sadler’s Wells Operatársulat fogja előadni az 1951-es Edinburgh-i Fesztiválon, legalábbis ezt jelentették be 1950 szeptemberében. Azonban két hónappal később a Sadler’s Wells úgy döntött, hogy eláll a bemutatótól, mert az meghaladja anyagi képességeit. Decemberben végül a Covent Garden Királyi Operaház vállalkozott arra, hogy színre viszi. A Billy Budd bemutatója 1951. december 1-jén volt, maga Britten vezényelt. A közönség mérsékelt érdeklődést tanúsított, elsősorban a feldolgozott téma természete és elvontsága miatt, de a csak férfiakból álló szereplőgárda miatt is. Nagy sikert könyvelt el azonban németországi (Wiesbaden) bemutatóján.

#### Gloriana
Röviddel azután, hogy VI. György 1952 februárjában meghalt, Brittennek az az ötlete támadt, hogy operát ír I. Erzsébet és Robert Devereaux, Essex grófjának románcáról. A történet nagy hatással volt rá diákkorában, és amikor II. Erzsébet engedélyt adott neki, hogy operát komponáljon koronázására, megkapta a szükséges ösztönző lökést. A Glorianát 1953. június 8-án mutatták be. A mű librettistája William Plomer volt, ő öntötte színpadi formába Lytton Strachey tragikus történetét.
A bemutató előadás hangulata kifejezetten fagyos volt, és ez tápot adott bizonyos kritikusoknak, hogy befeketítsék a művet és szerzőjét, és nemtetszésüket fejezzék ki azon körülményekkel kapcsolatban, amelyek az opera megrendeléséhez vezettek. A premieren való vegyes fogadtatása ellenére a Gloriana további előadásai csaknem ugyanolyan telt házakat vonzottak, mint a Billy Buddéi.

#### A csavar fordul egyet
Már a Gloriana komponálása közben kezdett gondolkodni új operáján, amelyet az 1954-es Velencei biennáléra rendeltek tőle. De 1953 őszén betegség miatt le kellett mondania minden vezénylést és hangversenyszereplést. Azt azonban nem engedte, hogy a betegség a kompozíciós munkaterveire is hasson, és nekifogott A csavar fordul egyet megírásának. A librettót Myfanwy Piper írta. A darabot az Angol Operatársulat mutatta be először 1953. szeptember 14-én, a velencei Gran Teatro La Fenice színpadán, majd 1954 nyarán az Aldeburghi Fesztivál színpadán.

#### A pagodák hercege

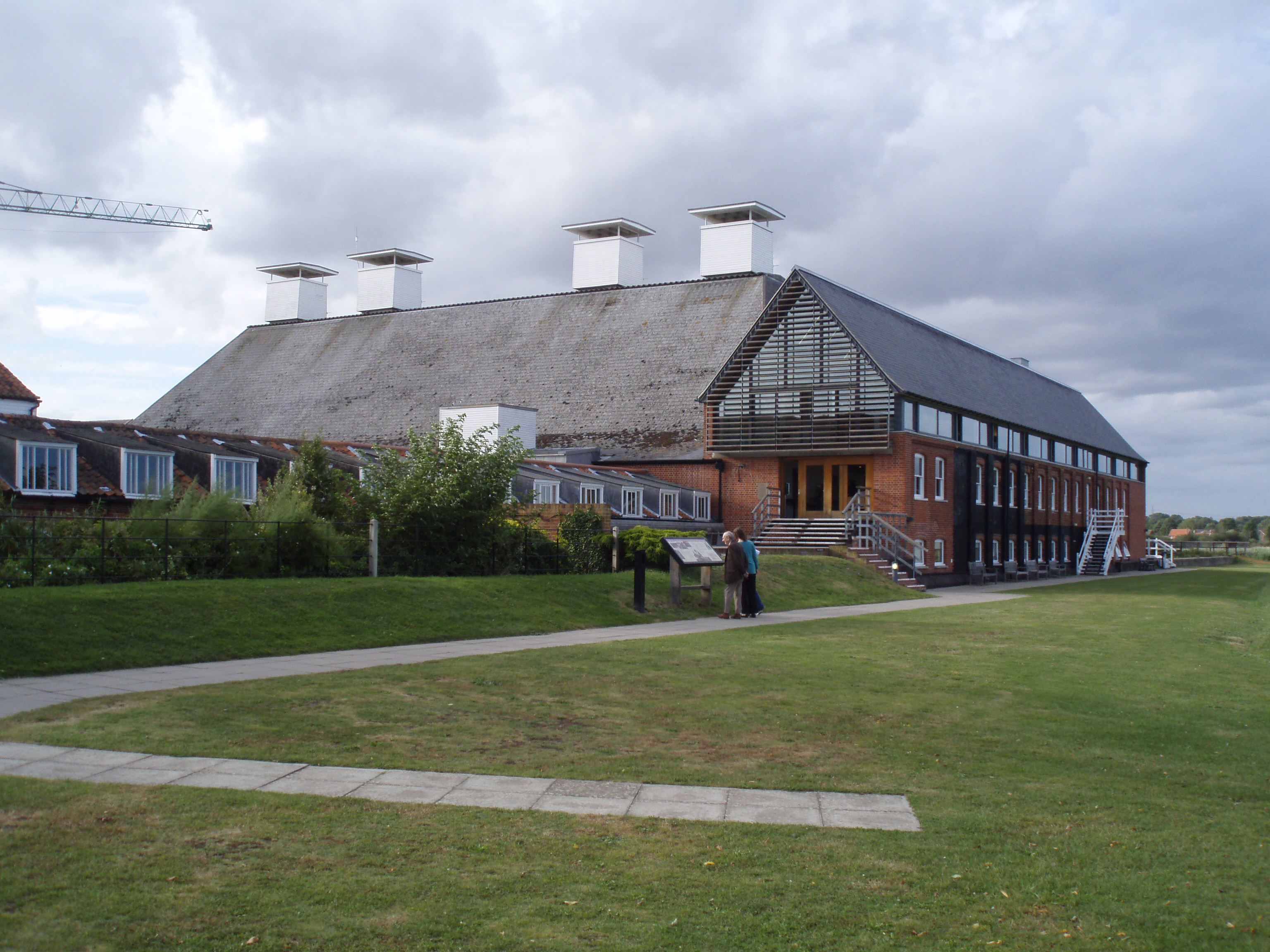
A Snape Maltings Concert Hall napjainkban

Az 1955-ös esztendő vége felé Britten és Pears hosszabb turnéra indult – Jugoszlávián és Törökországon keresztül a Távol-Keletre – Bali szigetére, Japánba és Indiába. Ez idő alatt már komolyan foglalkozott egy teljes estét betöltő balett írásának gondolatával. Nagyon tetszettek neki John Crankónak, a Sadler’s Wells fiatal koreográfusának munkái, így őt kérte fel egy szcenárium megírására. Ez lett a A pagodák hercege (The Prince of the Pagodas). Britten érdeklődése a keleti zene iránt, no meg távol-keleti utazása, a legmegfelelőbb időben érlelte meg zenei termését. A bemutatóra a Sadler’s Wells Ballet előadásában a Covent Gardenben volt. Először 1956. szeptember 19-et hirdették meg a bemutató időpontjául, de Britten úgy találta, hogy nagyon elmaradt a hangszereléssel, így áttették az időpontot 1957. január elsejére. A mű hatalmas sikert aratott.
1957 áprilisában az American Academy of Arts and Letters, valamint a National Institute for Arts and Letters tiszteletbeli tagjává választotta. Augusztusában turnéra indult A csavar fordul egyet előadásával Észak-Amerikába, majd Európába. Az eladások egy részét Britten maga vezényelte. Visszatérve Aldeburgh-ba egy gyermekopera ötlete foglalkoztatta. Választása Beatrix Potter The Tale of Mr. Tod (Mr. Tod meséje) című meséjére esett, de szerzői jogi problémák miatt kénytelen volt elállni tőle. Ebben az időszakban átköltözött addigi otthonából, az aldeburgh-i Crag House-ból (melyben 1947 óta lakott, Crabbe St. 9.), a város szélén álló ún. Red House-ba (Vörös Ház, Golf Lane), azért, mert a tengerparti ház túlságosan frekventált környéken állt, ami zavarta alkotói munkájában.

#### Noé bárkája
Az első mű, amelyet a Vörös Házban fejezett be, a Noé bárkája (Noye’s Fludde) volt 1957. december 15-én. Az 1958-as Aldeburgh-i Fesztiválon mutatták be a szomszédos Orford városka templomában, nagy sikerrel. Ebben az időben tanulmányok írásával is foglalkozott: írt egy megemlékezést Dennis Brainről, az 1957-ben autóbalesetben elhunyt virtuóz kürtművészről, valamint írt egy tanulmányt Continuo-szólam készítése Purcell dalaihoz címmel. Egy BBC-s rádióműsorból inspirálódva, a korábbi Serenade-hoz hasonlóan egy Shelley, Tennyson, Coleridge, Wordsworth és Keats műveiből álló újabb versantológiát zenésített meg.

#### A Szentivánéji álom
Britten 1959-ben megbízást kapott a bázeli egyetemtől egy kantáta megírására, az intézmény alapításának 500. évfordulójára. Elfogadta az ajánlatot, és vállalta, hogy az egyetem alapítóleveléből kiválasztott latin szövegre és más régi, Bázelt magasztaló szövegekre megkomponálja a kantátát. A Cantata Accademica (Carmen Basiliense) bemutatója 1960. július 1-jén volt Bázelben, a Bázeli Kamarakórussal és a Bázeli Kamarazenekarral, Paul Sacher vezényletével. A művet kedvezően fogadták.
A következő operáját illetően Britten figyelembe vette, hogy a kibővített Jubilee Hallban, már nagyobb zenekart is használhat, nemcsak a megszokott 12 szólóhangszert, és minthogy döntése hirtelen jött, nem volt ideje új librettó után nézni, ezért egy kéznél lévő témát választott: Shakespeare Szentivánéji álom című színművét. Októberben kezdett neki a komponálásnak, és a következő évben nagypénteken fejezte be. Az aldeburghi bemutatóra 1960. június 11-én került sor, John Crancko rendezésében. A következő évben a Covent Gardenben is bemutatták, ekkor már nagyobb zenekarral. Solti György vezényelt, a rendező pedig John Gielgud volt. A bemutató után eltelt egyetlen év alatt színpadra vitte Hamburg, Zürich, Berlin, Pforzheim, Milánó, Vancouver, Göteborg, Edinburgh, Schwetzingen és Tokió. A Peter Grimes óta nemzetközi viszonylatban ez az operája bizonyul a legnépszerűbbnek, valamennyi teljes estét betöltő angol opera közül.
Ebben az időben változás állt be az Angol Operatársulat státuszában. Eredetileg úgy alakult meg, mint jótállással rendelkező kft, és önálló művészeti politikát folytatott, Nagy-Britannia Művészeti Tanácsától pedig rendes évi támogatást kapott. Ám ekkor azt tartották célszerűnek, hogy szorosan a Covent Garden Királyi Operaházhoz tartozzék, és ez ettől kezdve át is vette a közvetlen igazgatását.

#### Háborús rekviem
Britten a színpadnak és a koncertteremnek komponált elsősorban, de írt zenét templomok számára is. 1959-ben megírta Missa Brevis in D című darabját, búcsúajándékul a Westminster-székesegyház nyugalomba vonuló orgonistájának. Valamivel később (1961-ben) Britten komponált egy Jubilate Deót is, a windsori Szent György-kápolna számára, Edinburgh hercegének kérésére. Az igazán nagy templomi megbízása azonban ezt követően érkezett, tudniillik már néhány éve szó volt Coventry új székesegyházának felépítéséről. A város középkori katedrálisát a háború alatt lebombázták, az újat Sir Basil Spence tervezte. Amikor az új katedrális építése a befejezéséhez közeledett, úgy határoztak, hogy avatását egy különleges művészeti fesztivállal kötik össze. Erre az alkalomra sok új műalkotás kellett, köztük egy nagyszabású oratórium is, amire Britten kapott megbízást. Britten egy grandiózus mű megírásán gondolkodott, amellyel állást akart foglalni a háború szörnyűségei ellen. Wilfred Owen Strange Meeting című versét választotta új műve alapjául. A War Requiem (Háborús rekviem) bemutatója a coventryi Szent Mihály-székesegyházban volt 1962. május 30-án. A kórust és a nagyzenekart Meredith Davies vezényelte, a kamarazenekart Britten. A mű mély benyomást tett akkor is és később is, amikor a londoni Westminsteri apátságban szólalt meg 1962. december 6-án. A következő év végéig több mint egy tucat külföldi városban előadták, köztük Berlinben, Bostonban, Párizsban, Perugiában és Prágában. A mű sikerét az is bizonyítja, hogy egy év alatt több mint 200 000 lemezfelvételt adtak el belőle.
Röviddel a War Requiem bemutatója előtt, 1962 májusában Britten elkészült a kétszólamú gyermekkarra komponált 150. zsoltárral. Ezt egykori elemi iskolája, a lowestofti Old Buckenham Hall School fennállásának századik évfordulójára szánta, és ott is került bemutatásra. Az első nyilvános előadása a következő évi Aldeburgh-i Fesztiválon volt. Szent Columba Írországból Ionába vezető misszionáriusi utazásának 1400. évfordulójáról megemlékezendő, egy Szent Columba-himnusz született 1963 májusában; a Donegal grófságbeli Gartanban, a szent szülőfalujában került bemutatásra.

### Orosz barátságok

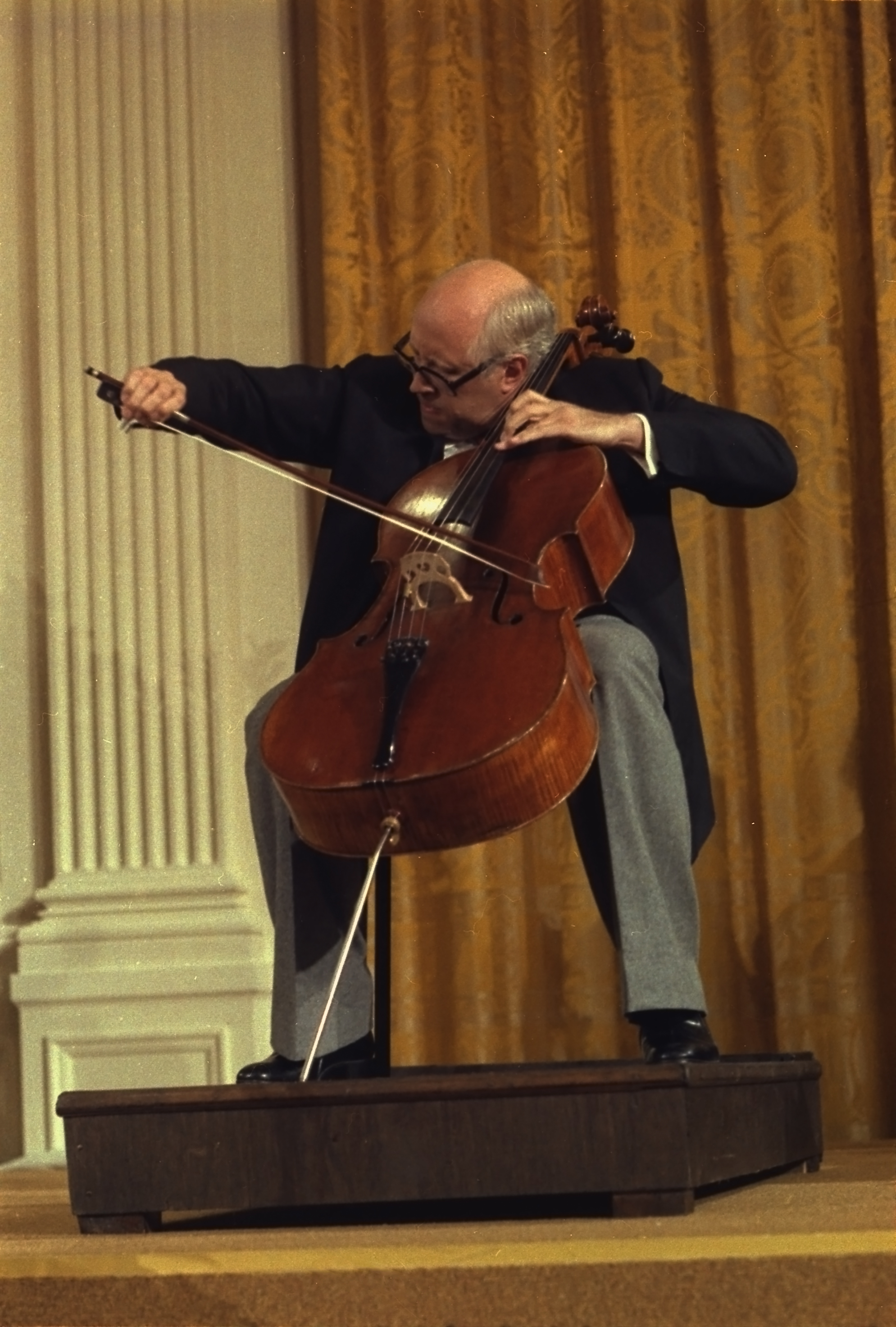
Msztyiszlav Rosztropovics 1978-ban

Britten barátságot kötött egy egész sor szovjet muzsikussal, és ez jelentősen hatott zeneszerzői munkájára is. 1960 szeptemberében Londonban ismerkedett meg Msztyiszlav Rosztropoviccsal, a híres orosz gordonkaművésszel, s megállapodtak abban, hogy komponál számára egy cselló–zongora-szonátát. Ez még 1961 telén eljutott a Szovjetunióba. A próbákat Londonban tartották, amikor Rosztropovics átutazóban volt Dél-Amerika felé. A bemutatóra, Rosztropovics és a zeneszerző előadásában, 1961. július 7-én került sor az Aldeburgh-i Fesztiválon. Ez alkalommal csatlakozott Rosztropovicshoz a felesége, Galina Visnyevszkaja énekesnő is, aki a fesztivál tiszteletére dalestet adott.
Egy másik szovjet muzsikus, Szvjatoszlav Richter, a nagy zongoraművész is állandó vendég lett az Aldeburgh-i Fesztiválon. Őt Rosztropovics mutatta be Brittennek 1961-ben, Londonban. A következő évben az Edinburgh-i Fesztiválon Dmitrij Sosztakovics hallotta a A csavar fordul egyet operát, aminek a zenéje mély benyomást tett rá. Így aztán nem is volt olyan meglepő, amikor Britten és Pears meghívást kapott a Szovjetunióba, az 1963 márciusában rendezett Angol Zenei Fesztiválra.
A Moszkvában és Leningrádban megrendezett fesztivál folyamán sor került zenekari koncertekre, amelyeken a Sinfonia da Requiem, a Serenade és a Peter Grimes egyes részletei hangzottak el, továbbá kamarazene-estekre, amelyeken megszólalt a Cselló–zongora-szonáta, a Winter Words és a Six Hörderlin Fragments. Ebben az időben ülésezett a Szovjet Zeneszerzők Szövetségének második össz-szövetségi plénuma Moszkvában. A plénum különös figyelmet szentelt a fiatalabb zeneszerző nemzedék munkásságának. A kortárs angol zeneművészettel kapcsolatos állásfoglalás kedvező volt, eltérően a tizenöt évvel korábbi kongresszus légkörével. Brittent és Pearst a szovjet közönség igen meleg fogadtatásban részesítette.

### Ötvenedik születésnapja
Aldeburgh-ba visszatérve Britten két fontos művet fejezett be: az egyik a Csellószimfónia, Rosztropovicsnak ajánlva, a másik a Cantata Misericordium. Utóbbit a Nemzetközi Vöröskereszt alapításának centenáriumára írta. A teljes Csellószimfónia bemutatása az 1963-as fesztiválra volt kitűzve, de Rosztropovics betegsége miatt el kellett halasztani. A Cantata Misericordium bemutatója, ahogy tervezték, Genfben volt, 1963. szeptember 1-jén.
Britten ötvenedik születésnapját műsorral ünnepelték meg. Külön erre az alkalomra ünnepi kötet jelent meg, mintegy három tucatnyi barátja – írók, képzőművészek, muzsikusok – tollából. Sok születésnapi megemlékezés jelent meg az országos napi- és hetilapokban, valamint a folyóiratokban, a rádióban és a televízióban. Britten születésnapjának estéjén a Royal Festival Hallban hangversenyszerű előadásban szólalt meg a Gloriana a szerző tiszteletére, Bryan Fairfax vezényletével.
1964 tavaszán pihenni ment Velencébe, majd ezt követően a Szovjetunióba utazott, ahol a Csellószimfónia moszkvai bemutatóját vezényelte 1964. március 12-én, Rosztropoviccsal mint szólistával. Néhány napra átment Leningrádba, és ottléte alatt a zeneiskolások egy csoportja az ő tiszteletére előadta a Háborús rekviem egy részét. Valamivel később volt a Peter Grimes szovjetunióbeli bemutatója hangversenyformában, a Leningrádi Konzervatórium nagytermében.
1964-től kezdve több templomi előadásra szánt példabeszéd-operát (parabolát) írt. Az első a Curlew River (Gém folyó) volt.
Britten 1964 májusában megkapta az Aspen-díj legmagasabb fokozatát, amelyet az új-mexikói Roswell városban Robert O. Anderson, az Institute of Humanistic Studies at Aspen (Colorado) elnöke alapított. Ez a díj azokat jutalmazza, akik bárhol a világon a humanista klasszikus kultúra terjesztéséért a legtöbbet tesznek. A 30 000 dolláros díjat július 31-én adták át, Aspenben. Ezt a pénzösszeget egy alapítványba fektette, amelyet fiatal muzsikusok támogatására hoztak létre.

### Hangversenyek a Szovjetunióban és Angliában
1965-ben Britten és Pears két jelentős külföldi utat bonyolított le. Először Indiában jártak, majd a nyár folyamán a Szovjetunióba voltak hivatalosak. Egy darabig a zeneszerzők alkotóházában pihentek az örményországi Dilidzsánban. Augusztus 28-án Jerevánban Britten-fesztivál kezdődött, és a zeneszerző különböző hangversenyeken volt jelen, amelyeken elhangzottak többek közt a Peter Grimes részletei és különféle dalok, köztük két részlet egy új Puskin-dalciklusból.
Útban a Szovjetunió felé, a londoni repülőtéren Britten meglátott egy Puskin-kötetet, megvette, és tüstént beleszeretett a kötet néhány versébe. Gondolta, a megzenésítésük szempontjából nem fog ártani, ha oroszul is hallja őket, így hát megkérte Rosztropovicsot és Visnyevszkaját, olvassák föl neki hangosan a kötet szó szerinti angol fordításából kiválasztott verseket. Aztán nekifogott, hogy a kiszemelt hat költeményt megzenésítse. Mire elhagyta Örményországot, az új ciklus (későbbi nevén The Poets Echo) nyers vázlata már készen is volt. A látogatás fénypontja A Szentivánéji álom bemutatója volt október 28-án, a Moszkvai Nagyszínházban.
Nem sokkal előbb Britten elfogadott egy felkérését, hogy írjon ünnepi muzsikát az ENSZ alapításának huszadik évfordulójára. A záró szakasz Vergilius negyedik Eclogájának zenei feldolgozása volt. A Voices for Today (Hangok a mához) egyidejűleg szólalt meg New Yorkban, Párizsban és Londonban, 1965. október 24-én.
Az 1966-os Aldeburgh-i Fesztiválra Britten új templomi példabeszéd-operát szándékozott írni, a Curlew River társdarabjaként. Ismét William Plomert kérte fel a librettó megírására. A kiszemelt téma Nabukodonozor és „az égő tüzes kemence” volt. Közben Britten kompozíciós időbeosztása fölborult, mert 1966 elején megbetegedett, és egy operációnak is alá kellett vetnie magát, de a The Burning Fiery Furnace (Az égő tüzes kemence) mégiscsak elkészült időre, és a Curlew Riverhez hasonlóan az orfordi templomban került bemutatásra, 1966. június 9-én. Ezt Európában is bemutatták több fesztivál keretén belül.
1966 decemberének végén Pears és Britten Moszkvában és Leningrádban hangversenyezett, és kapva a lehetőségen, hogy néhány nappal tovább maradhatnak, az orosz újévet Rosztropovics, Visnyevszkaja, Sosztakovics és mások társaságában ünnepelték.
Angliában az 1967-es évet az tette nevezetessé, hogy egy egész sor új koncerttermet avattak föl. Londonban két terem nyílt meg a déli parton: március 1-jén a Queen Elizabeth Hall, két nappal később pedig a Purcell Hall. Az előbbi megnyitó hangversenyén nagyrészt Britten vezényelt, II. Erzsébet brit királynő jelenlétében. A műsoron szerepelt Hankin Booby című, a Londoni Városi Tanács rendelésére, fúvós és ütőhangszerekre írt darabja.
Június 2-án volt Snape-ben a Maltings Concert Hall felavatása; itt a királynő és férje is megjelent. Ez volt az 1967-es Aldeburgh-i Fesztivál első eseménye. Az ünnepi hangversenyen szerepelt Brittennek egy új műve: a kórusra és zenekarra készült The Building of the House című nyitány is. Ugyancsak az 1967-es fesztiválon került bemutatásra egy régi West Country-ballada, The Golden Vanity, amelyet a Bécsi Fiúkórus adott elő június 3-án. Szeptemberben az Angol Operatársulat az 1967-es montréali világkiállításon adta elő a Curlew Rivert és a The Burning Fiery Furnace-t, utána Britten és Pears turnéra indult, amely előbb New Yorkba, majd Latin-Amerika különböző államaiba vezetett. Mindenütt nagy lelkesedéssel fogadták őket.
Egyik leningrádi tartózkodásakor az Ermitázsban meglátta Rembrandt A tékozló fiú megtérése című festményét, és elhatározta, hogy ez lesz legközelebbi templomi példázat-operájának témája. Ismét csak William Plomert választotta librettistájául. A mű tekintélyes része elkészült Britten velencei pihenése alatt, 1968 elején. De amikor március elején visszatért Aldeburgh-ba, lázroham fogta el, ami a partitúra befejezését hetekkel késleltette. Szerencsére időben fölépült, és az új mű megfelelő próbák után színre került az 1968-as Aldeburgh-i Fesztiválon. 1969. január elején Brecht Kinderkreuzzug (Gyermekek kereszteshadjárata) című versére írt zenét. Az esztendő eseményeire rávetette árnyékát a snape-i Maltings Concert Hallt elpusztító szerencsétlen tűzvész, pár nappal az 1969-es fesztiválévad megnyitása után. A termet azonban viszonylag rövid idő alatt, 1970. június 5-ére felépítették. Az új terem nyitóhangversenyén a királyi pár is tiszteletét tette. Később ugyanazon a nyáron Britten és Peter Pears meghívást kapott a Sandringham House-ba, hogy hangversenyt adjanak Erzsébet anyakirályné 70. születésnapja alkalmából.>
Ez idő tájt Britten egyre növekedő érdeklődést mutatott a televízió iránt. 1969 elején elvállalta, hogy a BBC2 színes adása számára elvezényli a Peter Grimest. Ezt követően elfogadott egy megbízást televíziós opera komponálására. Tárgyául Henry James Owen Wingrave című novelláját választotta, a szövegkönyv megírására Myfanwy Pipert kérte fel. A zene egy részét Velencében és Hessenben komponálta, 1969–70 telén. Az operát a Snape-beli Maltings Hall-ban forgatták 1970 novemberében. A világbemutató adása 1972. május 16-án volt, az első színpadi előadás a Covent Gardenben, 1973. május 10-én.

### AHalál Velencében

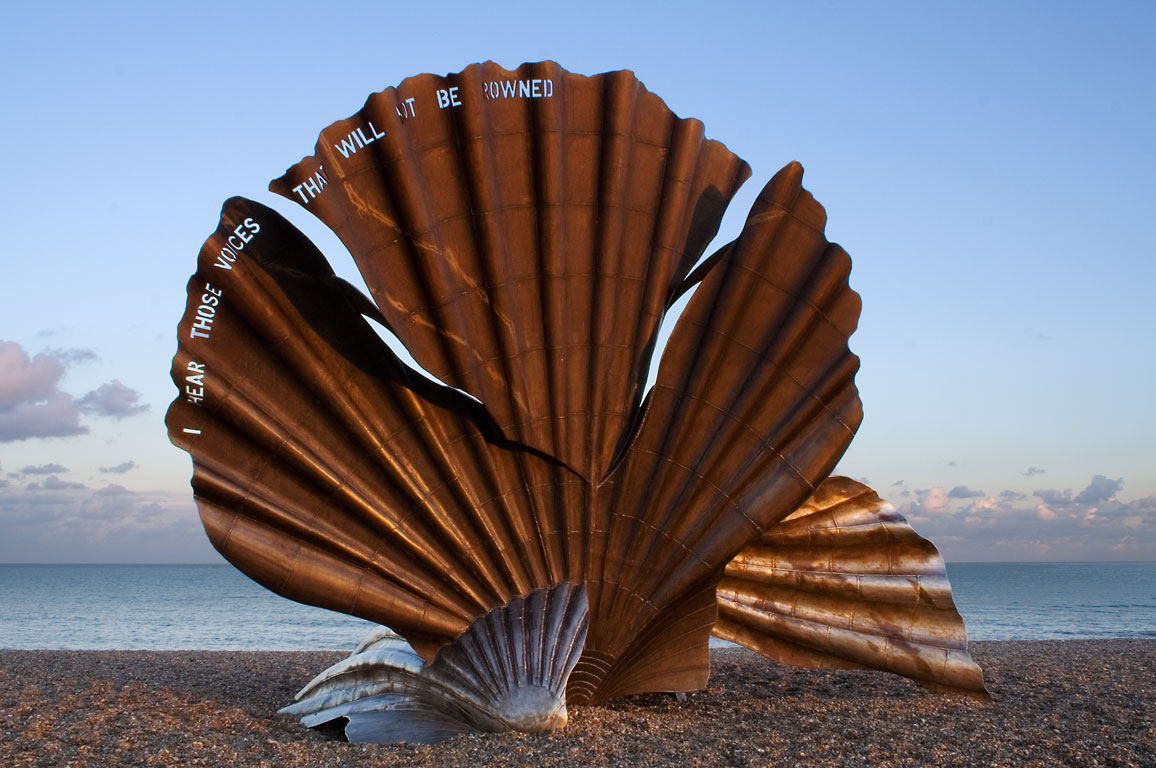
The Scallop, azaz a Fésűkagyló, Maggi Hambling alkotása Britten emlékére Aldeburgh-ban

1971-ben jelentős új opera volt születőben. Olyasmit szeretett volna komponálni, amelyben Peter Pears számára különlegesen változatos és nehéz szerep jut. Thomas Mann Halál Velencében című elbeszélését választotta témául. A szövegkönyv megírását ismét Myfanwy Piperra bízta. Már 1973 elején befejezéshez közel állt a partitúra, de Britten komoly betegség előjeleit érezte. Orvosai megvizsgálták és megállapították, hogy egyik szívbillentyűje nem működik rendesen. Májusban megműtötték, de a beépített új billentyű sem működött kielégítően, és a beteg állapotát az is bonyolította, hogy a műtét folyamán enyhe szélütés érte, amely megbénította a jobb felét. A darabot végül a snape-i Maltingsban mutatták be, 1973. június 16-án.
Élete utolsó három és fél esztendejét rokkantan töltötte, már a legcsekélyebb megerőltetéstől is kimerült. Maradék erejét a komponálásnak szentelte, és több mint féltucat művét sikerült befejeznie, köztük a Szent Narcisszusz halála című (tenorra és hárfára írt) canticumot, a Phaedra című drámai kantátát mezzoszopránra és kiszenekarra, valamint a Harmadik vonósnégyest. Noha a lovagi címet nem fogadta el, 1976. július 2-án életre szóló bárói ranggal ajándékozták meg (Baron Britten of Aldeburgh). Foglalkozott egy nagyobb szabású kantátával is a Praise We Great Men című költeményre, amelyet Edith Sitwell írt az ő számára néhány évvel azelőtt. Ekkor érte a halál. A Vörös Házban hunyt el, Aldeburgh-ban, 1976. december 4-én. A helyi templom kertjében helyezték örök nyugalomra.

## Zenéje és öröksége
Benjamin Britten zenei tehetsége meglepően fiatal korában kezdett megnyilvánulni, zeneszerzői koraérettsége már huszonéves korában megdöbbentette a közönséget. Teljes zenei érettségét a harmincas éveiben érte el, és harmincöt éves korára kiváló adottságai – a könnyedség, a változatosság, a hatáskeltés iránti érzék, a szavak zenébe foglalásának szeretete és a felhasznált melodikus-harmonikus eszközök megtévesztő egyszerűsége – teljes szélességükben bontakoztak ki. Mindig is hitt a technika fontosságában. Emiatt volt képes bármikor megrendelésre dolgozni. Mint alkalomra író zeneszerzőnek, különleges érzéke volt ahhoz, hogy megtalálja az adott alkalomban a sajátosat, az egyedit, ennek köszönhetően érte el a megbecsülést mind a színházban, mind a rádiózásban, vagy a televízió- és filmiparban.
Britten rendkívül érzékenyen viszonyult a szenvedéshez és a kegyetlenséghez. Az elnyomottak áldozatai iránt érzett mély rokonszenv húzódik meg pacifizmusa mögött is. Operái közül nem egyben akadnak csaknem szadisztikusan kegyetlen jelenetek, de mindig átvezetnek a meleg együttérzéstől és szánalomtól áthatott epizódokhoz. Vallásos meggyőződése élete és munkája egyik központi magvát képezte. Mint odaadó és gyakorló keresztény, ahol és amikor csak lehetősége volt rá, mindig készséggel dolgozott az anglikán egyház keretei között, sok alkotása ebben a szellemben fogant.
Érzékeny volt a kritikai félreértés vagy az értetlenség irányában is, kiváltképpen, ha kitűnt, hogy az előre megfontolt szándék, vagy ostobaság következménye.
Jóllehet sikere nemegyszer ellenérzést, féltékenységet váltott ki, munkássága nem maradt jutalom nélkül:
- 1951 – a belfasti egyetem díszdoktora,
- 1951 – Lowestoft díszpolgára,
- 1952 – Coronation Honours,
- 1959 – a cambridge-i egyetem díszdoktora,
- 1960 – az American Academy és a National Institute of Arts and Letters tiszteletbeli tagja,
- 1960 – a svéd királyi Sarkcsillag-rendjel parancsnoki fokozata,
- 1961 – a nottinghami egyetem díszdoktora,
- 1961 – Goethe-díj,
- 1962 – a hulli egyetem díszdoktora,
- 1962 – Aldeburgh díszpolgára,
- 1963 – a oxfordi egyetem díszdoktora,
- 1964 – a manchesteri egyetem díszdoktora,
- 1964 – Aspen-díj,
- 1964 – Wihuri-Sibelius-díj,
- 1964 – a Royal Philharmonic Society aranyérme,
- 1965 – a londoni egyetem díszdoktora,
- 1966 – a cambridge-i Magdalene College és a Worshipful Company of Musicians tiszteletbeli tagja,
- 1967 – Kelet-Angliai Egyetem díszdoktora
- 1964 – Mahler-érem,
- 1965 – Order of Merit,
- 1968 – a dán Leone Sonning-díj ,
- 1973 – az Ernst von Siemens Musikpreis első díjazottja,
- 1974 – a Ravel Alapítvány díja,
- 1976 – Lord Britten of Aldeburgh cím.

Később, 1977-ben, amikor a végrendeletét hitelesítették, kiderült, hogy hagyatékának bruttó értéke 1 664 000 font, ebből kéziratainak értéke hozzávetőleg 1 200 000 font. A hagyaték elsősorban jótékony célokat szolgál. Közülük az a három terv, amely Britten szívéhez legközelebb állt, és amelynek támogatását hagyatéka végrehajtóira bízta: az Aldeburgh-i Zenei és Művészeti Fesztivál, a Snape-Maltings-i Britten–Pears Zeneiskola és a Vörös Ház-beli Britten–Pears Könyvtár. A Fesztivál támogatására hasznos lépésnek bizonyult az aldeburgh-i East Suffolk Szálloda megvásárlása 1976-ban, a fesztivál új központjául. Brittent halála előtt sokat foglalkoztatta egy olyan zeneiskola terve haladók számára, amely idővel főfoglalkozású intézetté alakulna, és betöltené a már végzettek továbbképző zeneiskolájának fontos szerepét. A Britten–Pears Könyvtár még Britten életében megvalósult a Vörös Házban, amely magába foglalja a zeneszerző kézikönyvtárát, magánlevéltárát és iratait, valamint kottakéziratainak és vázlatainak gazdag gyűjteményét.

## Művei
- Operák
  - Paul Bunyan, 1941, amerikai népmese nyomán
  - Peter Grimes, 1945, George Crabbe: The Borough alapján
  - Lucretia meggyalázása (The Rape of Lucretia), 1946, André Obey: Le Viol de Lucrèce alapján
  - Albert Herring, 1947, Guy de Maupassant: Le Rosier de Mme. Husson alapján
  - Koldusopera (The Beggar’s Opera), 1948
  - Csináljunk operát (Let’s Make an Opera) 1949, gyermekopera. Rendszerint a harmadik felvonást játsszák A kis kéményseprő címmel
  - Billy Budd, 1951, Herman Melville novellája alapján
  - Gloriana, 1953, Lytton Strachey: Elizabeth and Essex alapján
  - A csavar fordul egyet (The Turn of the Screw), 1954, Henry James novellája alapján
  - Noé bárkája (Noye’s Fludde), 1958
  - Szentivánéji álom (A Midsummer Night’s Dream) 1960, Shakespeare darabja alapján.
  - Owen Wingrave, 1971, televíziós opera Henry James története után
  - Halál Velencében (Death in Venice) 1973, Thomas Mann regénye nyomán
- Templomi darabok
  - Curlew River 1964, japán No játék alapján
  - The Burning Fiery Furnace 1966, Dániel könyve alapján
  - The Prodigal Son (A tékozló fiú, 1968, Lukács evangéliuma alapján
- Balettek
  - Plymouth Town, 1931
  - The Prince of the Pagodas (A pagodák hercege), 1956
- Zenekari darabok
  - Sinfonietta, kamarazenekarra, 1932
  - Simple Symphony, vonószenekarra, 1934
  - Soirées Musicales, Rossini után, 1936
  - Variations on a Theme of Frank Bridge (Variációk egy Frank Bridge témára), vonószenekarra, 1937
  - Mont Juic, katalán táncok alapján, 1937
  - Canadian Carnival, 1939
  - Sinfonia da Requiem, 1940
  - Matinées musicales, Rossini után, 1941
  - An American Overture, 1941
  - Prelude and Fugue, 18 vonósra, 1943
  - Four Sea Interludes and Passacaglia (Négy tengeri közjáték a Peter Grimes-ból), 1945
  - The Young Person's Guide to the Orchestra, Variations and Fugue on a Theme of Purcell, (Variációk és fúga egy Purcell-témára), 1946
  - Occasional Overture, 1946
  - Men of Goodwill, 1947
  - Symphonic Suite, a Gloriana című operából, 1954
  - Suite on English Folk Tunes, A Time There Was… (Szvit angol népdalra), kamarazenekarra, 1966/1974
- Versenyművek
  - Double Concerto, hegedűre, brácsára és zenekarra, 1932
  - Piano Concerto, 1938, átdolgozva 1945
  - Violin Concerto, 1939, átdolgozva 1958
  - Young Apollo, zongorára, vonósnégyesre és vonószenekarra, 1939
  - Diversions, zongora bal kézre és zenekarra, 1940, átdolgozva 1954
  - Scottish Ballad, két zongorára és zenekarra, 1941
  - Clarinet Concerto (csak az 1. tétel), 1943
  - Cello Symphony, 1963
- Zenekari dalok
  - Quatre Chansons Françaises, szoprán és zenekar, 1928
  - Our Hunting Fathers, szoprán, tenor és zenekar, (W. H. Auden), 1936
  - The Company of Heaven, beszédhang, szóló ének, kórus, zenekar, 1937/1989
  - Les Illuminations, szoprán, tenor és vonósok, (Arthur Rimbaud), 1939
  - Serenade, tenor, kürt és vonósok, 1943
  - Saint Nicolas, tenor, kórus, gyermekkórus, zenekar, 1948
  - Spring Symphony, szoprán, kontraalt, tenor, vegyes kórus, fiúkórus, zenekar, 1949
  - Nocturne, tenor, 7 szóló hangszer, vonósok, 1958
  - War Requiem (Háborús rekviem), szoprán, tenor, bariton, kamaraegyüttes, fiúkórus, vegyeskórus, zenekar, 1961
  - Cantata misericordium, tenor, bariton, kis kórus, vonósnégyes, vonószenekar, zongora, hárfa, üstdob, 1963
  - Phaedra, mezzoszoprán, cselló, csembaló, ütősök, vonós zenekar (Jean Racine: Phèdre), 1975
  - Praise we great men, szóló ének, kórus, zenekar (Edith Sitwell), 1976
- Dalok
  - On this Island, magas hang, zongora, 1937
  - Seven Sonnets of Michelangelo, tenor, zongora, 1940
  - The Holy Sonnets of John Donne, tenor, zongora, 1945
  - Canticle I: My beloved is mine, tenor, zongora, 1947
  - A Charm of Lullabies, mezzoszoprán, zongora, 1947
  - Canticle II: Abraham and Isaac, alt, tenor, zongora, 1952
  - Winter Words, magas hang, zongora, 1953
  - Canticle III: Still falls the rain, tenor, kürt, zongora (Edith Sitwell), 1954
  - Winter Words, tenor, zongora (Thomas Hardy), 1954
  - The Heart of the Matter, narrátor, tenor, kürt, zongora, 1956
  - Sechs Hölderlin-Fragmente, tenor, zongora, 1958
  - Songs and Proverbs of William Blake, bariton, zongora, 1965
  - The Poet's Echo, szoprán, zongora, 1965
  - Canticle IV: Journey of the Magi, kontratenor, tenor, bariton, zongora, 1971
  - Canticle V: The Death of Saint Narcissus, tenor, hárfa, 1974
  - A Birthday Hansel, magas hang, hárfa, 1975
  - Eight books of Folksong Arrangements from the British Isles and France, énekhang, zongora, gitár hárfa
- Kórusművek
  - Hymn to the Virgin, kórus, szólisták, 1930
  - A Boy Was Born, magas hang, kórus, 1933/1955
  - Jubilate Deo, kórus, orgona, 1934
  - Te Deum in C, kórus, trombita, orgona, 1934
  - Friday Afternoons, gyerekhangok, zongora, 1935
  - A.M.D.G. (Ad Majorem Dei Gloriam), 1939
  - A Ceremony of Carols, magas hang, hárfa, 1942
  - Hymn to St. Cecilia, egynemű kórus, (W. H. Auden), 1942
  - Rejoice in the Lamb, 4 szóló, kórus, orgona, (Christopher Smart), 1943
  - Festival Te Deum, kórus, orgona, 1944
  - Missa Brevis, fiúhangok, orgona, 1959
  - Sacred and Profane (8 medieval lyrics), 1974–1975
- Kamarazene-művek
  - Fanfare for St. Edmundsbury, 1959
  - Cello Sonata, C-dúr, 1960
  - Night-Piece (Notturno), zongorára, 1963
  - Nocturnal, John Dowland darabja gitárra, 1963
  - Cello Suite No.1, 1964
  - Cello Suite No.2, 1967
  - Cello Suite No.3, 1971
  - Six Metamorphoses (Hat Metamorfózis Ovidius után), oboa
  - Négy vonósnégyes:
    - D-dúr, 1931
    - No.1, D-dúr, (Op.25)
    - No.2, C-dúr, (op.36)
    - No.3, (op.94)

  - Lachrymae, brácsa, zongora
- Filmzene
  - Night Mail, (W. H. Auden), 1936